# ニンジャラ
『ニンジャラ』（英: Ninjala）は、2020年6月25日（JST）よりサービスが開始された、ガンホー・オンライン・エンターテイメント開発によるNintendo Switch用3D対戦アクションゲーム。基本プレイ無料（一部有料コンテンツあり）。2020年7月22日にはパッケージ版が発売された。

## 世界観
その昔、日本各地で活躍していた忍者たちは、明治維新以降、政府から弾圧を受けて世界各地に散らばった。亡命した忍者の子孫たちは、自分たちが持つ「シノビの力」を存続させ、然るべき未来に備えるために「WNA（世界忍者協会）」を結成。WNAはシノビの力を引き出すことができる「ニンジャガム」の開発に成功し、最強の忍者を探し出すためにエクストリームニンジャ競技大会「ニンジャラ」を開催する。

## 開発
本作品の企画は、配信開始から遡ること4年ほど前から始まった。本作品のゲームデザインやシナリオなどを担当した森下一喜は、かねてから忍者を題材としたマルチプレイ対戦アクションゲームを作る構想を持っていたが、従来の忍者ゲームは殺伐としたものが多く、自身が以前に手掛けたゲームソフト『LET IT DIE』もまた流血シーンが多い内容だったことから、カジュアルでポップなものにできないかと考えていた。そうした中、あるテレビ番組で子供たちがスポーツチャンバラをしている様子を見て、これを忍者と組み合わせるという発想に至り、殺伐とした刀での斬り合いではなくスポーツという扱いになった。
2018年6月、アメリカで開催されたゲームイベント「E3 2018」において本作品が初めて披露され、PVのBGMにはBABYMETALの楽曲「メギツネ」が用いられた。リリース時期は当初2019年春を予定していたが、オンライン環境の改良などを理由として2020年春に延期された。その後、2020年3月26日に任天堂が配信したインターネット番組「Nintendo Direct mini 2020.3.26」の中で2020年5月28日配信とアナウンスされ、最終的にはさらに約1か月後ろ倒しとなる同年6月25日（日本時間）に配信を開始した。

### 評価
Engadgetの堀江くらはは、2020年7月23日のレビュー記事の中で、ガム忍術のアクションは斬新で、見ていて楽しいと評価している。堀江は粗削りなところがある点も指摘しつつも、今後のアップデートで大化けすることへの期待から、本作品をダイヤの原石に例えた。
ライターの馬波レイは、同時期にWhat's in Tokyoに寄せた記事の中で、IPPONシステムの爽快さや、ポップなカートゥーン聴のビジュアルなどを持ち合わせながらも、これで基本プレイ無料というガンホーが太っ腹と思えるほど印象が良かったと述べている。また、馬波はアバターのきせかえ要素について、ライトユーザーが楽しめる仕組みになっていると評価している。一方で、馬波はチュートリアルやメニュー画面が不親切であると指摘している。この他ストーリーモードのうち、プレイヤーが敵を尾行する第3話など、本来のゲーム性からかけ離れた場面がある点を指摘しており、プレイヤーの間で賛否が分かれるかもしれないとしている。

## ジャラとニンジャラパス
ゲーム内通貨の「ジャラ」（課金での入手も可能）を消費することで、アバターアイテムを入手できる。アバターアイテムには衣類のほか、試合開始時や結果発表時などに使える「エモーション」や、IPPONを取ったときに出るエフェクトの「IPPONデコレーション」などがある。
また、950ジャラで「ニンジャラパス」を、2800ジャラでニンジャラパスに加え、後述する「ティア」を即座に25上昇させることができる「ニンジャラバンドル」を購入できる。ニンジャラパスは、購入したシーズン中のみ有効。1シーズンは約2〜3か月で、シーズン中は「忍務」と呼ばれる決められた課題をこなすことで進められる「ティア」が一定数に達するごとに報酬を入手できる。ティアは100まである。無料でもらえる報酬も存在するが、ニンジャラパスを購入すると、そのシーズンのテーマに沿った限定アバターアイテムなどの報酬を追加で入手できるほか、ニンジャラパスを購入してティアを100まで進めると、ニンジャラパス購入に必要な950ジャラ以上のジャラが手に入る。
シーズン6より、ニンジャラパスを持っているとショップのアイテムが20％割引（コラボを除く）で購入できるようになったほか、300ジャラで購入できる「ニンジャラパスミニ」が追加された。ニンジャラパスミニはティアが30まであり、購入したシーズン中ならいつでも、差額のみで通常のニンジャラパスへアップグレードできる。
| シーズン   | テーマ                   | 期間                           | 備考 |
| ---------- | ------------------------ | ------------------------------ | --- |
| シーズン1  | ニンジャ                 | 2020年6月25日 - 2020年8月27日  | 最初のシーズン。ストーリーパック壱の巻の販売が開始された。 |
| シーズン2  | スポーツ                 | 2020年8月27日 - 2020年10月29日 | 新武器「オマツリボード」「カムカムプレート」「かっとびサーフ」「ニンジャカリバー」、新シノビカード「ヨコドリハイエナ」「ジャイアント・キリング」、新ステージ「シノビシティ」が追加された。 |
| シーズン3  | ドラゴン                 | 2020年10月29日 - 2021年1月7日  | 新武器「ポップアイ」「ケルベロス」、新シノビカード「ガムダッシュインパクト」「オミヤゲウツセミ」、新ステージ「クロワッサンアリーナ」が追加された。 このシーズンからストーリーパック弐の巻が販売された。また、このシーズンからニンジャラパス所有時はニンジャガムが消費されないよう変更されたほか、ショップのアバターアイテムが売上順に並び、購入もできる「トレンドショップ」が追加された。 |
| シーズン4  | Winter                   | 2021年1月7日 - 2021年3月25日   | 新武器「スクラップサーベル」「チューイングV」、新シノビカード「クイックリスポーン」「ヨクバリエナジー」、新ステージ「フォートリバーデール」が追加された。 |
| シーズン5  | 童話                     | 2021年3月25日 - 2021年6月17日  | 新武器「シノバズハリセン」「GR8ギア」「ASAKUSAホイール」、新シノビカード「センテヒッショウ」が追加された。 このシーズンから新たなゲーム内通貨「ガチャコイン」が登場し、ガチャコインを使うことで回せる「コインガチャ」がガムガチャに追加された。 |
| シーズン6  | ヒーロー&ヴィラン        | 2021年6月17日 - 2021年9月9日   | 新武器「モーターヘッド」「DJスクラッチ」、新シノビカード「ラストスパート」、新ステージ「スフィンクスバレー」が追加された。 このシーズンからセレクトショップとトレンドショップが統合し、「シノビショップ」としてリニューアルした。 |
| シーズン7  | ホラー                   | 2021年9月9日 - 2021年12月2日   | 新武器「ニャックルクロー」「オーガグローブ」、新シノビカード「忍術ストック」が追加された。 |
| シーズン8  | アニマル                 | 2021年12月2日 - 2022年3月10日  | 新武器「バードリル」「シノビラグ」、新シノビカード「アイアンバインド」が追加された。 このシーズンから、毎月開催される公式大会「WNAツアー」や、毎週バトルロイヤルとチームバトルそれぞれで4つの項目を競い、順位に応じてニンジャメダルがもらえる「ウィークリーランキング」が実装された。 |
| シーズン9  | 昆虫                     | 2022年3月10日 - 2022年6月16日  | 新シノビカード「ギャッキョーガード」が追加された。 このシーズンから、「研究ポイント」を使用して武器の強化を行える「ニンジャガム研究所」が新たに追加された。 |
| シーズン10 | 海賊                     | 2022年6月16日 - 2022年9月29日  | 新シノビカード「バーサーカー」が追加された。 このシーズンから、第二のスペシャルである「ウラスペシャル」が全武器に追加された。また、このシーズンから「シノビチャレンジ」が追加された。 |
| シーズン11 | 北欧神話                 | 2022年9月29日 - 2023年1月12日  | 新武器「ニンニンマル」「オエドキャノン」、新ステージ「WNAジャンクヤード」、新シノビカード「オイソギドローン」が追加された。 このシーズンから、ストーリーパック参の巻の販売が開始された。 |
| シーズン12 | ジャンク                 | 2023年1月12日 - 2023年4月27日  | 新シノビカード「ギャンブラーカード」が追加された。 このシーズンから、ショップで購入できる釣り竿や餌を使って釣りを楽しめる「ニンジャラフィッシング」が追加された。 |
| シーズン13 | 現代風ダークファンタジー | 2023年4月27日 - 2023年8月10日  | 新武器「ズバッシュX」「クラッシュポッパー」が追加された。 このシーズンからストーリーパック四の巻が発売された。また、このシーズンから「WNAデイリーログインボーナス」が追加された。 |
| シーズン14 | 魔法使い                 | 2023年8月10日 - 2023年11月23日 | 新武器「タンゴ・スター」「K2マグナム」が追加された。 このシーズンからランクマッチがリニューアルされ、報酬の増加や敗北時のレート減少量の緩和などが行われた。 |
| シーズン15 | メカ                     | 2023年11月23日 - 2024年3月7日  | 新武器「スピニングU4」「ノックアウトドア」が追加された。 |
| シーズン16 | 日本神話                 | 2024年3月7日 - 2024年6月20日   | このシーズンからシノビカードの最大装備数が4つから5つに引き上げられ、それに伴いシノビカード全般に調整が行われた。 |
| シーズン17 | 恐竜                     | 2024年6月20日 - 2024年10月3日  | 新武器「キリキリマイ」「ハリケーンクイーン」が追加された。 |
| シーズン18 | ゾンビ                   | 2024年10月3日 - 2025年1月16日  | このシーズンから、ガチャコイン100枚で必ず限定アバターアイテムが手に入る（通常は10枚）「スペシャル確定コインガチャ」がガムガチャに追加された。 |
| シーズン19 | ファンタジー             | 2025年1月16日 - 2025年5月1日   | 特になし |
| シーズン20 | -                        | 2025年5月1日 - 2025年8月14日   | ニンジャラ史上初の明確なテーマがないシーズン。ランク報酬でもらえるステッカーにもテーマの記載がない。 |
| シーズン21 | -                        | 2025年8月14日-                 | このシーズンの開催期間は無期限である。公式はこの理由について「ニンジャラをユーザーの皆様に長くお楽しみいただくため、そして長期的に安定したサービスをご提供するため」と公式サイト内で述べている。 |

## システム
本記事で紹介している全ての操作方法は、デフォルトで設定されている「操作タイプA」のもの。操作タイプは設定から変更が可能となっているほか、自分の好きなようにカスタマイズすることもできる。
ドローン
ステージ内には「ドローン」がステージごとに決められた場所にランダムで出現する。ドローンには「DARUMA（小さいドローン）」と「KABUKI（大きいドローン）」がある。ドローンを破壊するとポイントを獲得できるほか、Sエナジーの最大値がDARUMAは1、KABUKIは2増える。チームバトルではDARUMAは近くの味方、KABUKIは味方全員にも効果を与えることができる。
Sエナジー
様々な行動に使用するエナジー。時間経過のほか、ステージ上に落ちている黄色の光球を拾うことでも回復する。前述のドローンを攻撃して破壊することで最大値が増える。上限は10。
ガムダッシュやSバースト、回避などの基本的なアクションにおいて必須となるため、Sエナジーの管理はニンジャラにおいてとても重要である。
レーダー
敵が近くにいると画面左下のレーダーが反応し、炎が出る。敵が自分に近ければ近いほど炎も大きくなる。また、炎の色によって敵がどの高さにいるか知ることができる。緑は自分より低い位置、黄色は自分より高い位置、赤は自分と同じ高さの位置に敵がいることを示す。ただし、シノビカード「ニンジャセンス・プロ」を装備していない場合、背後の敵にはレーダーは反応しない。
ジャンプと回避
Bボタンを押すとジャンプし、空中でもう一度Bボタンを押すと2段ジャンプができる。また、Lボタンを押すと、Sエナジーを1つ使用することで短距離を素早く移動する回避行動ができる。
ガムアクション
ZLボタンを長押しすることで、ガムを膨らませることができる。膨らませている間は敵の攻撃をガードする「ガムガード」ができる。空中で膨らませた状態でBボタンを押すと、Sエナジーを3つ使用することで「ガムダッシュ」ができる。空中を素早く移動できる、ニンジャラにおいてとても重要なアクション。
また、Sエナジーが8つ以上ある状態だと、膨らませている間にAボタンを押すことで「大武器クラフト」ができる。大武器状態だと攻撃の威力が上がったり、専用のアビリティを発動できるなどのメリットがある。
変化
Aボタンを押すと、近くにあるオブジェクトに擬態することができる。この状態の時は体力が少しずつ回復する。基本的に戦闘で体力が減った後に使うが、敵を惑わす時にも使える。
ガムウツセミの術
十字ボタン（下）を押すと、バトル装備で設定した姿に変化する（初期状態では「ガムッチ」に変化する。変化できる姿はジャラで購入したりすることで増やせる）。また、十字ボタン（右）を押すと、変化できる姿と同じ姿のガムウツセミをその場に設置する。シノビカード「ウツセミ変化マスター」を装備していない場合はあまり実用性がない。
ロックオン
右スティックを押しこむと、画面上に見えている一番近い敵をロックオンできる。ロックオン中はその敵が視界の中心になり、敵が移動しても視界内にとらえ続けることができる。再入力で解除できる。また、変化中の敵はロックオンできないが、シノビカード「ニンジャセンス・プロ」を装備することで可能となる。
通常攻撃
ZRボタンを押すことで通常攻撃を繰り出せる。左スティックを上に倒す、またはニュートラルの状態でZRボタンを押すと、基本の攻撃「ノーマルアタック」、左スティックを左右どちらかに倒しながらZRボタンを押すと、相手の背後に高速移動して攻撃する「バックアタック」、左スティックを下に倒しながらZRボタンを押すと、回転しながら全方向を攻撃する「ワイドアタック」になる。
それぞれの攻撃は武器ごとに性能や威力が異なる。また、一般的にノーマルアタックに比べワイドアタック、バックアタックは後者になるほど技の発生が遅くなる。
ブレイクアタック
Rボタンを押すことで「ブレイクアタック」を繰り出せる。通常攻撃に比べ威力は低いものの、ガムガードやSバースト中の敵に当てるとガムバインド状態にできる。
攻撃キャンセル
攻撃が当たった瞬間にジャンプか回避をすると攻撃の動作をキャンセルし、素早く次の行動に移ることができる。様々な場面で役立つ、ニンジャラにおいてとても重要なテクニック。
ガムバインド
ガムシュートを受けることなどにより「ガムダメージ」が蓄積され、一定量のガムダメージが蓄積されると「ガムバインド状態」になり、しばらくの間行動不能になる。蓄積されたガムダメージは時間の経過により回復する。
ソウサイ
お互いの攻撃がぶつかり合うと、「ソウサイ」が発生する。上またはニュートラル（ノーマルアタック）、左右（バックアタック）、下（ワイドアタック）の3つのうち1つの方向に左スティックを倒し、相手に対して有利な攻撃を繰り出した側がソウサイに勝つことができる。ソウサイは三すくみであり、ノーマルアタックはワイドアタックに強く、ワイドアタックはバックアタックに強く、バックアタックはノーマルアタックに強い。
あいこになると再度ソウサイが発生するが、大武器と通常の武器でのソウサイであいこになった時は、大武器側が勝つ。一部のタイプの武器は、特定の方向であいこになった時にスーパーアーマー効果がつき、あいこでもソウサイに勝つことができるが、ダメージは先に受ける。また、ソウサイ発生時にLボタンを押すと、Sエナジーを3つ使用することでソウサイを回避できるが、どちらかのプレイヤーがシノビカード「モロハソウサイ」を装備している場合はソウサイが回避不能になる。
Sバースト
攻撃を受けた時やソウサイに負けてしまったときのやられ中にZLボタンを押すと、Sエナジーを4つ使用することで「Sバースト」を発動できる。発動中は波紋のようなエフェクトが出る。Sバースト発動中にブレイクアタック以外の攻撃を受けるとソウサイを発生させることができるが、ブレイクアタックを受けるとガムバインド状態にされると同時に武器を破壊されてしまう。武器を破壊されてしまった場合は、ガムを膨らませた状態でAボタンを押すことで作り直せる。
リスポーン
敵に倒された場合、一定時間経過後にリスポーンして戦闘に復帰する。リスポーンする場所は数種類の中からランダムで選ばれる。
ダウン値
各攻撃ごとに設定されている隠しステータス。連続で攻撃を受けることで蓄積されていき、ダウン値が最大になると強制的に大きく吹き飛ばされる。吹き飛ばされると敵のコンボが中断される。
IPPON
「ソウサイからダウンさせずに敵を倒す」「ガムバインド状態の敵を倒す」「ガム忍術で敵を倒す」のいずれかをすると「IPPON」となり、普通にK.O.するよりも多くのポイントを獲得できる。
フィニッシュコンボ
連続で敵を倒すと「フィニッシュコンボ」となり、もらえるポイント数が増える。フィニッシュコンボ数が多ければ多いほどもらえるポイント数も増えていく。
ドローンマスターとIPPONマスター
試合終了後の結果発表で、一番多くのドローンを破壊したプレイヤーは「ドローンマスター」になり、500ポイント加算される。また、一番多くIPPONを取ったプレイヤーは「IPPONマスター」になり、1000ポイント加算される。
シノバズサウンド
試合中は、流れているBGMが途中で入れ替わり、入れ替わった時点で1位になっているプレイヤーがアバターに設定したBGMが流れる「シノバズサウンド」というシステムが使われる。このシステムは設定からオフにすることも可能。
BGMの種類が非常に多いこともニンジャラの特徴の一つで、忍者を連想させる和風なものをはじめ、様々なジャンルのBGMが存在する。BGMはレベルアップやジャラでの購入などで入手できる。

## モードとステージ

### ゲームモード一覧
制限時間は全モード共通で4分。どのモードも基本的に8人で行われるが、マッチングの際に8人揃わなかった場合、チームバトルは2対2、その他のモードでは4人から対戦可能。
バトルロイヤルおよびチームバトルは「フリーマッチ」と「ランクマッチ」があり、ランクマッチでは戦績に応じてランクが変動する。ランクはそれぞれのモードで個別に計算され、シーズン終了時のランクに応じて報酬を入手できる。
また、チームバトルでは、開始前にいずれかのプレイヤーが通信の切断などにより試合から抜けた場合、開始と同時に試合が終了し、その試合は無効となる。

#### 通常モード
バトルロイヤル
8人全員が敵同士となって戦い、獲得したポイントの合計を競うモード。
チームバトル
4対4で戦い、チームでの獲得ポイント数の合計を競うモード。
ストーリーモード
有料DLCの「ストーリーパック」を購入することでプレイできるオフラインのモード。クリアすると限定報酬を獲得できる。現在以下のストーリーパックが発売されている。
- 『壱ノ巻』

2020年6月25日発売。この巻ではバーンが主人公を務める。
- 『弐ノ巻』

2020年10月29日発売。この巻ではべレッカが主人公を務める。
- 『参ノ巻』

2022年9月29日発売。この巻ではバートンが主人公を務める。
- 『四ノ巻』

2023年4月27日発売。この巻ではルーシーが主人公を務める。

#### イマドキバトル
不定期に開催されるイベントバトルで、通常のゲームモードとは異なる形式で行われる。
ビースト襲来!
シーズン2にて追加されたモード。鬼ごっこのルールで行われるイベントであり、プレイヤーは鬼に相当する「ビースト」か「ニンジャ」に分かれて戦う。このモードでは武器を持たずに戦い、どちらになるかは試合開始時にランダムで割り振られる。ビーストは常に「シノビースト」を発動した状態になり、他のニンジャを倒すと、ニンジャに戻ることができる。一方、倒されたニンジャは新たなるビーストとなる。また、ニンジャは生存時間に応じてポイントが増えていき、エモーションを続けるとボーナスポイントを獲得できる。獲得したポイントの合計で順位が決定される。
ブラストバトル体験会
シーズン4にて追加されたモード。基本的なルールはバトルロイヤルと同じだが、このモードではSバーストの代わりに「Sブラスト」が使われる。Sブラスト発動中にブレイクアタック以外の攻撃を受けると、周囲の敵を吹き飛ばすことができる。しかしSバースト同様、ブレイクアタックを受けるとガムバインド状態にされると同時に武器を破壊される。
ニンジャラストライカー
シーズン5にて追加されたモード。専用のサッカーコートを使用して4対4で争うモードで、中央に配置されている巨大なボールに攻撃を当てて敵のゴールに入れ、ゴール数の合計を競う。ゴール後、ボールは一定時間経過後に中央に復活する。また、通常の試合のように敵を攻撃してポイントを稼ぐことも可能。同点の場合は、ポイントの合計で勝敗が決まる。
サバイバルバトル
シーズン7にて追加されたモード。最後の1人になるまで生き残ることを目的とするモードで、倒されるとリスポーンできない。一定時間が経過すると、中にいるとダメージを受けるダメージエリアが出現してステージが次第に狭くなっていく。時間切れまで決着がつかなかった場合は、獲得したポイント数の合計で順位が決定される。
ジントリマッチ
シーズン8にて追加されたモード。4対4で争うモードで、ステージ内に3つある陣地を奪い合う。一定時間陣地に留まると味方チームのものにでき、陣地を2つ以上占領するとスコアがアップする。試合終了時に2つ以上の陣地を占領かつスコアが相手より高いと勝利になる。どちらのチームも条件を満たしていない場合はオーバータイムとなり、先に条件を満たしたチームが勝利する。
タイマンバトル
シーズン10にて追加されたモード。1対1の試合を行い、得点を競うモードで、KOは1点、IPPONは2点獲得できる。先に3点先取したプレイヤーが勝利する。

#### WNAツアー
毎月1回開催される公式オンライン世界大会。「ソロ大会」と「チーム大会」があり、ソロ大会はバトルロイヤル、チーム大会はチームバトル形式で行われる。
戦績に応じてポイントが上下し、最終的なポイントの数値でランキングが決定される。上位に入賞することで、有名な忍者の名を冠した限定称号をはじめとした報酬を獲得できる。コラボ期間中には、コラボアイテムが入手できる大会が開催されることもある。また、100位以内に入賞すれば、「トップランキング」にて名前とアバターが掲載される。これまでの大会で配布された称号のモチーフとなった忍者は服部半蔵、風魔小太郎、猿飛佐助、自来也、霧隠才蔵、藤林長門守。
基本的にこのモードでは武器の研究レベルとアシストコードのレベルがレギュレーションされるが、2023年10月にはレベルのレギュレーションが一切ない「WNAツアーunlimited」が初めて追加、開催された。

### ステージ一覧
WNAアカデミー
WNAの忍者たちの訓練場。ステージ内は遮蔽物が少なく、他のステージより狭いため敵の位置を把握しやすい。ステージ中央付近にドローン出現箇所が多数あるため、中央付近は混戦になりやすい。「サバイバルバトル」の専用ステージでもある。
イーグルシティ
近代的なビルが立ち並ぶ大都市で、1本の長い橋が架かっている。高低差が激しく、遮蔽物も多い。ダッシュボードやレールといったギミックがあり、これらを利用することで広いステージ内を素早く移動できる。「ジントリマッチ」の専用ステージでもある。
シノビシティ
忍者発祥の地と呼ばれる温泉街。日本的な要素が詰め込まれたステージで、ステージ中央付近には大ジャンプできる噴水が4箇所ある。また、中央にある温泉に入るとSエナジーの最大値が徐々に増えていく。そのため、序盤は温泉付近が混戦になりやすい。「ビースト襲来!」の専用ステージでもある。
クロワッサンアリーナ
伝統と革新のスタジアム。ステージ内は階層構造になっており、ギミックの数が豊富。また、ステージ内にはドローンが出現している場所がわかる「ドローンモニター」が設置されている。「ニンジャラストライカー」が行われるサッカーコートがあるステージでもある。
フォートリバーデール
歴史ある街並みと大きなガム工場で、ロンドンをモチーフにしている。高低差の激しさとギミックの多さが特徴のステージで、ステージ内には同じ色の地点にワープできるゲートが数箇所設置されている。また、ステージ内に2箇所あるスイッチを踏むと、スイッチの前にある巨大なガチャからガムが出現し、取ると様々な効果が発生する。特に大当たりの「ジャッジメントガム」は強力。ギミックをうまく利用することが勝利の鍵となる。
スフィンクスバレー
古代の建造物が神秘的な遺跡。このステージでは、試合開始後一定時間が経過すると「セトーン」というドローンが中央付近に現れる。セトーンは耐久力が非常に高く、プレイヤーを見つけると攻撃してくるが、倒すことができればセトーンの力を得ることができる。力を得ている間は攻撃力が上がると同時に全てのK.O.がIPPON扱いになるが、倒されるとそのプレイヤーに力を奪われてしまう。比較的開けたステージということもあり、中盤以降はセトーンの争奪戦が発生しやすい。
WNAジャンクヤード
コンテナ船を舞台にしたステージ。広さはWNAアカデミーと同等でドローンの配置も似ているが、こちらはWNAアカデミーとは違い高低差があり、ギミックも多い。
オエドアンダーグラウンド
「タイマンバトル」専用のステージ。円形の土俵のようなステージで、金網で囲われている。ギミックは一切なく、1対1の真剣勝負に最適な作りとなっている。

## 武器
プレイヤーは、「ガムウェポン」と呼ばれる武器を装備して戦う。カタナ、ハンマー、ヨーヨー、ボード、コブシ（グローブ）、エクストラの6タイプがあり、武器ごとにさまざまな種類がある特殊攻撃「スペシャル」（Yボタン）、相手にガムダメージを与えることができる遠距離攻撃「ガムシュート」（ガムを膨らませた状態でZRボタン）、そして忍術ゲージが満タンになると放てる強力な必殺技「ガム忍術」（Xボタン）が各武器にそれぞれ1つずつ設定されている。また、各武器には特有の能力「アビリティ」が2つあり、うち1つは大武器の時だけ発動する。この他、体力、移動速度の補正値にもそれぞれ違いがある。
シーズン9からは、ニンジャガム研究所で「研究ポイント」を使用することで、武器の能力を強化することができるようになった。研究ポイントはニンジャラパスやWNAツアーなどの報酬で入手できる。また、シーズン10より「ウラスペシャル」というこれまでのものとは違うスペシャルが追加されたが、ウラスペシャルは最初から使えるわけではなく、ニンジャガム研究所で研究ポイントを使って武器の研究を進めていくことでアンロックされる。
バトルの報酬や、ジャラやガチャコインを消費して「ガムガチャ」を回すことで入手できる「ニンジャガム」を装備することで、武器の見た目を変えることができる。ニンジャガムは使用するごとに1つ消費するが、ニンジャラパスを購入していれば、購入したシーズン中は消費されなくなる。また、ニンジャガムの中には研究ポイントを使ってアンロックできるものもあり、それらは何回使用しても消費されない特殊な仕様となっている。

### ガムウェポン
イッポンカタナ
カタナタイプ。全体的にバランスの良い性能で、幅広いレベルのプレイヤーに適したオールラウンド型の武器。
スペシャルは「トツゲキスラッシュ」、ウラスペシャルは「バッサリエッジ」、ガムシュートは「ガムランチャー」、ガム忍術は「ニンジャトルネード」。アビリティは、敵を倒すとスペシャルのクールタイムが全回復する「チャクラ」と、敵を倒すと一定時間移動速度が増加する（大武器時限定）「カミカゼ」。
マキモノトウ
カタナタイプ。巻物をモチーフにした武器。性能はイッポンカタナと同じだが、ガムシュートが「ガムクナイ」、ガム忍術が「カンツーミキサー」になっている。
シノバズハリセン
カタナタイプ。ハリセンをモチーフにした武器。性能はイッポンカタナと同じだが、ガムシュートが「ガムレーザー」、ガム忍術が「ドクドクポイズン」になっている。
ドリルビースト
カタナタイプ。ドリルをモチーフにした武器。高い瞬発力を活かしたスピード感のある戦いが得意で、バックアタックでの忍術ゲージ増加量が多め。
スペシャルは「シンシュツキボツ」、ウラスペシャルは「シノバズアタック」、ガムシュートは「ガムグレネード」、ガム忍術は「オシオキブレード」。アビリティは、ガム忍術を使うと体力が回復する「ミラクルチャージ」と、スペシャルを当てるとスペシャルのクールタイムが回復する（大武器時限定）「リターンアタック」。
コンボー
カタナタイプ。トウモロコシをモチーフにした武器。性能はドリルビーストと同じだが、ガムシュートが「ガムランチャー」、ガム忍術が「ドラゴンロード」になっている。
バードリル
カタナタイプ。鳥をモチーフにした武器。性能はドリルビーストと同じだが、ガムシュートが「ガムバルーン」、ガム忍術が「カチウマライド」になっている。
スクラップサーベル
カタナタイプ。道路標識をモチーフにした武器。カタナにしては攻撃速度が遅いが、その分1発の攻撃力が高く、ワイドアタックはヒットした敵を自分の方へ引き寄せることができる。
スペシャルは「フロッグブロック」、ウラスペシャルは「ブッタギリング」、ガムシュートは「ガムレーザー」、ガム忍術は「シノビディスコ」。アビリティは、敵を倒すごとにスペシャルの攻撃力が増加する「ボコボコスタイル」と、スペシャルを発動すると体力が回復する（大武器時限定）「アンストッパブル」。
チューイングV
カタナタイプ。エレキギターをモチーフにした武器。性能はスクラップサーベルと同じだが、ガムシュートが「ガムランチャー」、ガム忍術が「カンツーミキサー」になっている。
SK8ハンマー
ハンマータイプ。攻撃速度の遅さを爆発力で補うタイプの武器で、強引な攻めを得意とする。
スペシャルは「ゴウリキバスター」、ウラスペシャルは「ゴウリキストライク」、ガムシュートは「ガムネット」、ガム忍術は「テンチムヨウ」。アビリティは、IPPONを取ると一定時間スーパーアーマー状態になる「アイアンボディ」と、大武器クラフト後一定時間移動速度が増加する「ハイパーブースト」。
SUSHIアックス
ハンマータイプ。寿司をモチーフにした武器。性能はSK8ハンマーと同じだが、ガムシュートが「ガムグレネード」、ガム忍術が「ニンジャトルネード」になっている。
GR8ギア
ハンマータイプ。歯車をモチーフにした武器。性能はSK8ハンマーと同じだが、ガムシュートが「ガムランチャー」、ガム忍術が「フジヤマロケット」になっている。
アイアンノイズ
ハンマータイプ。スピーカーをモチーフにした武器。攻撃速度が遅く、機動力もかなり低いが、トップクラスの攻撃力と敵の動きを止める能力のあるバックアタックがそれを補っている。
スペシャルは「ヤマビコスクリーム」、ウラスペシャルは「イケイケビート」、ガムシュートは「ガムクナイ」、ガム忍術は「フジヤマロケット」。アビリティは、ノーマルアタックかワイドアタックを当てるとスペシャルのクールタイムが回復する「フィードバック」と、体力が一定以下になると移動速度が増加する（大武器時限定）「アップテンポ」。
ドラムビート
ハンマータイプ。ドラムセットをモチーフにした武器。性能はアイアンノイズと同じだが、ガムシュートが「ガムランチャー」、ガム忍術が「ドラゴンロード」になっている。
タンゴ・スター
ハンマータイプ。フラミンゴをモチーフにした武器。性能はアイアンノイズと同じだが、ガムシュートが「ガムブーメラン」、ガム忍術が「イレグイシャーク」になっている。
ポップアイ
ハンマータイプ。ハンマーヘッドが入れ歯のような見た目の武器。他のハンマーより攻撃速度が速く、中距離を移動できるバックアタックにはスーパーアーマー効果がある。また、この武器は1つ目のアビリティが2種類あり、選択したスペシャルに応じて変化する。
スペシャルは「ゼンカイフィールド」、ウラスペシャルは「リュウジンヘッド」、ガムシュートは「ガムレーザー」、ガム忍術は「イレグイシャーク」。アビリティは、敵を倒すごとにゼンカイフィールドの体力回復量が増加する「オドリグイ」、リュウジンヘッドの効果中に敵を倒すと効果時間が延長される「ランチタイム」と、常にスペシャルのクールタイムが短くなる（大武器時限定）「ビッグマウス」。
ケルベロス
ハンマータイプ。スニーカーをモチーフにした武器。性能はポップアイと同じだが、ガムシュートが「ガムバルーン」、ガム忍術が「フジヤマロケット」になっている。
ニンジャヨーヨー
ヨーヨータイプ。攻撃のリーチがかなり長いが、攻撃力は低め。
スペシャルは「ヨーヨーリープ」、ウラスペシャルは「ハリケーンシェイク」、ガムシュートは「ガムバルーン」、ガム忍術は「カンツーミキサー」。アビリティは、スペシャルを発動するとガムシュートのクールタイムが短くなる「スターテイル」と、スペシャルで敵を倒すと体力が回復する（大武器時限定）「インサイドループ」。
シノビスピナー
ヨーヨータイプ。ハンドスピナーをモチーフにした武器。性能はニンジャヨーヨーと同じだが、ガムシュートが「ガムネット」、ガム忍術が「ニンジャトルネード」になっている。
ASAKUSAホイール
ヨーヨータイプ。風神と雷神をモチーフにした武器。性能はニンジャヨーヨーと同じだが、ガムシュートが「ガムサーチャー」、ガム忍術が「シノビースト」になっている。
メロウアラモード
ヨーヨータイプ。ドーナツをモチーフにした武器。スペシャルはどちらも敵を無力化する効果を持ち、それを活かした一方的な攻めを得意とする。スーパーアーマーやフンバリア中の敵も無力化できる。また、大武器時のノーマルアタックには少量のガムダメージを与える能力がある。
スペシャルは「ビヨンド・ザ・ガム」、ウラスペシャルは「ゴールデンマーチ」、ガムシュートは「ガムサーチャー」、ガム忍術は「テンチムヨウ」。アビリティは、攻撃を受けていないときにスペシャルのクールタイムの回復速度が増加する「リラックスタイム」と、スペシャルの効果で変身している敵への攻撃力が増加する（大武器時限定）「ビヨンドフィーバー」。
トリックボール
ヨーヨータイプ。バスケットボールをモチーフにした武器。性能はメロウアラモードと同じだが、ガムシュートが「ガムバルーン」、ガム忍術が「フジヤマロケット」になっている。
スピニングU4
ヨーヨータイプ。UFOをモチーフにした武器。性能はメロウアラモードと同じだが、ガムシュートが「ガムブーメラン」、ガム忍術が「テッケンダイブ」になっている。
モーターヘッド
ヨーヨータイプ。オートバイをモチーフにした武器。攻撃時の移動距離が全体的に長く、攻撃力もヨーヨーの中では高い。他のヨーヨーが中距離戦を得意とするのに対し、この武器は接近戦に特化している。
スペシャルは「ブッコミアクセル」、ウラスペシャルは「カチコミファイア」、ガムシュートは「ガムショット」、ガム忍術は「カチウマライド」。アビリティは、スペシャル終了後一定時間攻撃力が増加する「アドレナリン」と、スペシャルが当たった相手の移動速度を一定時間遅くする（大武器時限定）「アシカセ」。
DJスクラッチ
ヨーヨータイプ。レコードをモチーフにした武器。性能はモーターヘッドと同じだが、ガムシュートが「ガムグレネード」、ガム忍術が「シノビディスコ」になっている。
オマツリボード
ボードタイプ。攻撃速度が速く、機動力にも優れる。
スペシャルは「ノリノリライド」、ウラスペシャルは「ソニックトリック」、ガムシュートは「ガムネット」、ガム忍術は「シノビースト」。アビリティは、敵を倒すと一定時間エアトリック1回ごとの次の攻撃の攻撃力増加量が増加する「ワンモアチャンス」と、常にエアトリック1回ごとの次の攻撃の攻撃力増加量がかなり増加する（大武器時限定）「ダブルアップ」。
カムカムプレート
ボードタイプ。板ガムをモチーフにした武器。性能はオマツリボードと同じだが、ガムシュートが「ガムゴースト」、ガム忍術が「ドラゴンロード」になっている。
シノビラグ
ボードタイプ。絨毯をモチーフにした武器。性能はオマツリボードと同じだが、ガムシュートが「ガムレーザー」、ガム忍術が「ニンジャトルネード」になっている。
かっとびサーフ
ボードタイプ。サーフボードをモチーフにした武器。攻撃速度がやや遅いが、攻撃力は比較的高く、空中戦を得意とする。
スペシャルは「ブットビウェーブ」、ウラスペシャルは「ナミノリキャノン」、ガムシュートは「ガムゴースト」、ガム忍術は「ドクドクポイズン」。アビリティは、ダメージを受けるとスペシャルのクールタイムが回復する「フレッシュサーフ」と、自分が受けているガムダメージをスペシャルの攻撃に上乗せする（大武器時限定）「ザ・ブーン」。
ニンジャカリバー
ボードタイプ。剣をモチーフにした武器。性能はかっとびサーフと同じだが、ガムシュートが「ガムグレネード」、ガム忍術が「オシオキブレード」になっている。
ノックアウトドア
ボードタイプ。ドアをモチーフにした武器。性能はかっとびサーフと同じだが、ガムシュートが「ガムニードル」、ガム忍術が「テッケンダイブ」になっている。
ニャックルクロー
コブシタイプ。ネコの手のような見た目の武器。攻撃力の低さを手数の多さで補うタイプの武器で、流れるような連続攻撃が可能。ワイドアタックはボタン長押しでチャージすることで性能が上がる。また、コブシタイプの武器はRボタンと左スティックの入力方向の組み合わせにより3通りのブレイクアタックを繰り出せる。この武器の場合、横方向のブレイクアタックはガムダメージを与える能力があり、下方向のブレイクアタックで敵をガムバインドさせると、確定でIPPONを取れる「イズナオトシ」に派生する（ただし失敗すると隙が大きい）。
スペシャルは「ミナギルパワー」、ウラスペシャルは「テンクウアッパー」、ガムシュートは「ガムブーメラン」、ガム忍術は「フンバリア」。アビリティは、一定時間移動すると移動速度が増加する「アクセルホッパー」と、ガムダッシュに必要なSエナジーが1つ減る（大武器時限定）「エコエナジー」。
オーガグローブ
コブシタイプ。怪物の手のような見た目の武器。性能はニャックルクローと同じだが、ガムシュートが「ガムゴースト」、ガム忍術が「カチウマライド」になっている。
K2マグナム
コブシタイプ。カニのハサミのような見た目の武器。性能はニャックルクローと同じだが、ガムシュートが「ガムクナイ」、ガム忍術が「オシオキブレード」になっている。
ニンニンマル
コブシタイプ。狛犬をモチーフにした武器 。この武器の通常攻撃は史上初の遠隔攻撃で、スティック入力による種類の区別がない。ボタン長押しで最大3段階までチャージできるが、2、3段階目は発射時にSエナジーを消費するほか、3段階目をチャージした状態でロックオンや発射をすると相手側に警告音が発せられる。そのため、他の武器以上にSエナジーの管理や周囲の敵の状況に気を配る必要がある。また、横方向のブレイクアタックで近接攻撃を出せるほか、下方向のブレイクアタックはカウンター攻撃である。
スペシャルは「ライデンホウ」、ウラスペシャルは「オオヅツボンバー」、ガムシュートは「ガムクナイ」、ガム忍術は「スーパーブットビハ」。アビリティは、Yボタンを長押しするとSエナジーを高速回復できる（回復中は動けない）「キューソクチャージ」と、敵を倒すとSエナジーが回復する（大武器時限定）「ゴホウビエナジー」。
オエドキャノン
コブシタイプ。花火の筒をモチーフにした武器。性能はニンニンマルと同じだが、ガムシュートが「ガムニードル」、ガム忍術が「テンチムヨウ」になっている。
ズバッシュX
エクストラタイプ。日本刀をモチーフにした武器。攻撃のバリエーションが多く、攻撃後に一瞬の間発動する「残心（居合の構え）」中に各種通常攻撃をすることで3通りの強力な一撃を繰り出せる。ワイドアタックはボタン長押しでチャージが可能。残心からの一撃は2回まで連続して繰り出せるが、タイミングの良いボタン操作が必要となるため、扱うにはテクニックが求められる。
スペシャルは「ザバシリ」、ウラスペシャルは「バットウジュツ」、ガムシュートは「ガムショット」、ガム忍術は「フンバリア」。アビリティは、ガムバインドに成功するとスペシャルのクールタイムが短くなる「チャンストウライ」と、攻撃の当たる範囲が広くなる（大武器時限定）「オオダチ」。
クラッシュポッパー
エクストラタイプ。アイスキャンディーをモチーフにした武器。性能はズバッシュXと同じだが、ガムシュートが「ガムレーザー」、ガム忍術が「スーパーブットビハ」になっている。
キリキリマイ
エクストラタイプ。扇子をモチーフにした武器。攻撃速度が遅いが、攻撃範囲が全体的に広く、攻撃力も比較的高い。ノーマルアタックの初撃は、攻撃判定がない代わりに相手の近接攻撃を「パリィ」して防ぐことができる。タイミングはシビアだが、決まれば一気に形勢を逆転させることができる。また、この武器は大武器時のアビリティが2種類あり、選択したスペシャルに応じて変化する。
スペシャルは「タツマキショット」、ウラスペシャルは「カゼマトイ」、ガムシュートは「ガムネット」、ガム忍術は「テッケンダイブ」。アビリティは、パリィに成功するとスペシャルのクールタイムが回復し、忍術ゲージが増加する「パリィタイム」と、タツマキショットを当てるとガムシュートのクールタイムが短くなる「カゼノメグミ」、敵やドローンを倒すとカゼマトイの玉が全回復する「フウライ」（共に大武器時限定）。
ハリケーンクイーン
エクストラタイプ。クジャクの羽をモチーフにした武器。性能はキリキリマイと同じだが、ガムシュートが「ガムクナイ」、ガム忍術が「テンチムヨウ」になっている。

### スペシャル
トツゲキスラッシュ
ものすごい勢いで突進して攻撃する。突進中はスーパーアーマー状態になる。
バッサリエッジ
刀身から斬撃を飛ばして攻撃する。カタナタイプとしては初のまともな飛び道具である。
シンシュツキボツ
発動すると地面に潜り、もう一度Yボタンを押すと地面から出て素早く突進攻撃を繰り出す。潜っている間は移動速度が増加する。一定時間経つと強制的に地面から出る。
シノバズアタック
性能はトツゲキスラッシュと同じだが、こちらは多段ヒットであり、スピードは少し遅い。
ゴウリキバスター
ハンマーを大きく振りかぶって繰り出す強力な攻撃。発生は遅いが、当たった敵の武器を破壊できる。振りかぶっている間はスーパーアーマー状態になる。また、振りかぶっている間にジャンプか回避をすると動作をキャンセルできる。
ゴウリキストライク
ハンマーを投げ飛ばして攻撃する。ガムガード不能。
ヤマビコスクリーム
音波を発生させ、当たった敵の動きをしばらく封じる。
イケイケビート
楽しげな音を出し、広範囲にフィールドを展開する。フィールドに入った味方は攻撃力が上がりSエナジーも回復する。この効果はフィールドを出た後も少しの間持続する。
ヨーヨーリープ
前方にヨーヨーを投げ、もう一度Yボタンを押すとヨーヨーの位置へ瞬間移動して攻撃。投げた後にZRボタンかRボタンを押すとヨーヨーを引き戻せる。ZRボタンを押すと高速、Rボタンを押すと低速で戻ってくる。
ハリケーンシェイク
ヨーヨーを振り回し、敵の飛び道具を打ち消しつつ全方向を攻撃する。ボタン長押しで連続攻撃が可能。
ビヨンド・ザ・ガム
ヨーヨーを投げ、当たった敵を強制的に一定時間変身させる。変身中の敵は攻撃が出せなくなる。
ゴールデンマーチ
一定時間変身で巨大化して突撃し、ぶつかった敵を強制的に一定時間変身させる。ヒット後は即座に通常攻撃へ移行可能。
ノリノリライド
ボードに乗って自由に移動できる。移動中にYボタンかZLボタンを押すとボードから降りて急停止する。移動中にBボタンを押すとエアトリックができ、エアトリックをするほど次に繰り出す通常攻撃の攻撃力が増加する。この効果はボードに乗っている間のみ有効で、ボードから降りてから攻撃を繰り出しても攻撃力は上がらない。
ソニックトリック
性能はノリノリライドと同じだが、こちらの場合移動中は飛び道具で攻撃が可能である（最大2回）。左スティックの入力方向で飛び道具の性能が変化する。
ブットビウェーブ
発動すると波に乗り、飛び道具をかき消しながら移動する。一定距離移動すると水しぶきによる攻撃を繰り出し、スペシャルが終了する。移動中にY、ZR、Bボタンのいずれかを押すとすぐに水しぶき攻撃を繰り出す。
ナミノリキャノン
ボタン長押しで力を溜め、ボタンを離すと波を飛ばして攻撃する。チャージ時間に応じて攻撃範囲と威力が強化される。ガムダメージも与えることができ、最大チャージ時はガムガード不能になる。
ゼンカイフィールド
範囲内の味方の体力を回復するフィールドを展開する。左スティックの入力方向でフィールドの大きさ、回復速度、持続時間が変化する。回復はフィールドを出た後も少しの間持続する。
リュウジンヘッド
発動すると一定時間武器がドラゴンの形になる。効果時間中は攻撃力が上がり、攻撃範囲も拡張される。発動時の攻撃はブレイクアタック扱いである。
フロッグブロック
登ったり上に乗ったりできる箱型の壁を出現させる。左スティックの入力方向で出現場所が変化する。壁が出現した瞬間は攻撃判定がある。
ブッタギリング
一瞬溜めた後、カタナで全方向を薙ぎ払う。攻撃中はスーパーアーマー状態になる。
ブッコミアクセル
ヨーヨーに乗って爆走し、触れた敵を跳ね飛ばす。移動中にBボタンでジャンプ、Yボタンで加速、Lボタンで回避、ZLボタンでドリフトができ、一定時間ドリフトするとターボができる。ZRボタンで急ブレーキを踏んで攻撃を繰り出し、スペシャルが終了する。攻撃中と加速中はスーパーアーマー状態になる。時間経過やアクションの使用によりゲージが減っていき、ゲージが0になると強制的に攻撃を繰り出す。
カチコミファイア
マフラーから大きな炎を放射する。ただしリーチは短め。炎は飛び道具扱いである。
ミナギルパワー
一定時間攻撃力と体力回復速度が増加し、さらに一部の攻撃の性能が強化される。
テンクウアッパー
空に飛び上がり、腕を振り上げて攻撃する。出が早い。
ライデンホウ
発動するとチャージを始め、もう一度Yボタンを押すか一定時間経つと光線を放って攻撃する。チャージ中にジャンプか回避をすると動作をキャンセルできる。
オオヅツボンバー
強烈なパンチを繰り出し、その後反動で後退する。相手が近いほど威力が上がる。
ザバシリ
相手に向かって高速で突進し、すれ違いざまに斬りつける。ガムバインド中の敵に当てると威力が上がる。
バットウジュツ
その場で構えを取る。構え中はZRボタンで攻撃を繰り出すことができ、左スティックの入力方向で攻撃の性能が変化する。また、Lボタンで回避行動ができる。アクションをするたびにゲージが減っていき、ゲージが0になるとスペシャルが終了する。
タツマキショット
前方に竜巻を飛ばす。竜巻は飛び道具をかき消す。左スティックを下方向に入力して出すとその場に竜巻を起こし、この竜巻に回避で入ると勢いよくダッシュできる。また、発動後は通常攻撃が1回だけ強化される。
カゼマトイ
自分の周りを回転する2つの風の玉を出現させる。この玉は敵に攻撃を当てるか飛び道具を受けることで消費され、前者は自動追撃、後者はダメージの無効化ができる。また、発動中にもう一度Yボタンを押すことで飛び道具として飛ばすこともできる。近接攻撃を受けると玉は全て消える。

### ガムシュート
全てのガムシュートは、大武器時に性能が強化される。
ガムランチャー
最も基本的な性能のガムシュート。敵をホーミングするガムボールを発射する。弾速が速く使いやすい。
ガムネット
着弾地点に一定時間ガムでできたネットを発生させる。ネットは他のガムシュートを打ち消す。
ガムグレネード
山なりに飛ぶガムでできたグレネードを発射し、敵や地面などに当たると爆発。発射後にZLボタンを押すと瞬時に起爆できる。持続時間が長い。
ガムクナイ
敵めがけて高速で飛ぶガムでできたクナイを通常時は3つ、大武器時は4つ発射する。短い間隔で1つずつ飛んでいくため、拘束力が高い。
ガムバルーン
ガムでできた風船を通常時は2つ、大武器時は3つ飛ばす。風船は敵をゆっくりとホーミングし、敵に当たると爆発する。
ガムサーチャー
着弾地点付近の敵のSエナジーを一定時間少しずつ減らすと同時に位置を表示する。敵に直撃した場合はその敵にくっつく。ガムダメージは与えられないが範囲が広く、敵を妨害しやすい。
ガムゴースト
ガムでできた幽霊を発射する。幽霊は地形を貫通しながら敵をゆっくりとホーミングし、当たった敵のSエナジーを減らす。大武器時に当てれば敵を1発でガムバインド状態にできる。
ガムレーザー
まっすぐ飛ぶ長射程のレーザーを通常時は2つ、大武器時は3つ発射する。大武器時に当てれば敵を1発でガムバインド状態にできる。
ガムショット
拡散するガムを飛ばす。近距離で当てれば敵を1発でガムバインド状態にできる。
ガムブーメラン
ブーメランのように飛ぶガムを飛ばす。行きと帰りの2回ヒットできる。
ガムニードル
敵や壁などにくっつき、一定時間経つと爆発するガムを飛ばす。爆発が当たれば敵を1発でガムバインド状態にできる。

### ガム忍術
ニンジャトルネード
竜巻を起こしながら高速回転し、当たった敵に大ダメージを与える。発動中は移動可能。
テンチムヨウ
ガムで敵を捕まえた後、振り回して頭から地面に叩きつける。リーチは短いが、当てれば確定でIPPONを取れる。
フジヤマロケット
巨大なロケットを発射し、着弾地点で超広範囲の大爆発を巻き起こす。発射前に印を結ぶような動作があるため発生は遅い。大爆発には敵だけでなく自分も巻き込まれ、チームバトルでは味方まで巻き込んでしまうが、大きく吹き飛ばされるだけでダメージは受けない。
カンツーミキサー
地形を貫通する射程無限のガムでできたビームを一定時間発射。発動中は敵やドローンの位置が壁越しでもわかるが、同時に無防備となってしまう。発動中にXボタンを押すと攻撃を中断できる。
ドラゴンロード
ガムでできたドラゴンを発射する。ドラゴンは敵をホーミングし、敵に当たると大ダメージ。ホーミング力がかなり高いが、ガム忍術の中では攻撃力が低め。
オシオキブレード
一定時間強力なガムブレードを装備し、ZRボタンを押すとブレードを振って攻撃する。振ったときに起こす衝撃波のおかげでリーチが長く、衝撃波が当たった敵はガムダメージを受ける。攻撃力は高いが発動中は無防備になる。発動中に攻撃を受けた場合は、Sエナジーを6つ消費することで周りの敵を吹き飛ばすことができる。
シノビースト
一定時間シノビーストに変身し、敵の位置が壁越しでもわかるようになる。変身中にZRボタンを押すと強力な攻撃を繰り出す。攻撃中はスーパーアーマー状態になる。オシオキブレード同様、攻撃を受けた時にSエナジーを6つ消費することで敵を吹き飛ばせる。
ドクドクポイズン
広範囲かつ長時間にわたって毒ガスを発生させる。毒ガスの範囲内にいる敵は移動速度が遅くなり、じわじわとダメージを受ける。
イレグイシャーク
地面に巻物を設置し、敵が巻物を踏むとサメが飛び出して攻撃を仕掛ける。当たれば確定でIPPONを取れる。
シノビディスコ
ダンスフィールドを展開し、範囲内にいる敵を強制的に一定時間ダンスさせて行動を封じると同時にSエナジーを0にさせる。ダンスしている敵を倒すとIPPONを取れる。発動後は一定時間スーパーアーマー状態になる。
カチウマライド
一定時間ハリボテの馬に乗って爆弾を落としながら高速で突進し、当たった敵に大ダメージを与える。爆弾に当たった敵は通常ダメージと同時にガムダメージも受ける。発動中にBボタンを押すと上昇できる。
フンバリア
敵からの攻撃を防ぐバリアを一定時間味方全員に付与する。バリアが張られている間にXボタンを押すと、衝撃波で周りの敵に大ダメージを与える（衝撃波を使えるのは発動者のみ）。その際、バリアは解除される。
スーパーブットビハ
地形を貫通する長射程の光線を発射し、当たった敵に大ダメージを与え吹っ飛ばす。発生は遅いが攻撃力は高い。
テッケンダイブ
近くの敵の頭上へ瞬間移動し、その後勢いよく着地して範囲ダメージを与える。敵をロックオンしておくことで、距離が離れていてもその敵の位置へ移動できる。

## シノビカード
バトルの報酬などで手に入る「ニンジャメダル」を使用することで、「シノビカード」を開放できる。シノビカードを装備すると、試合で役立つさまざまな効果を得られる。シノビカードにはコストがあり、合計コストが規定数を超えると装備できなくなる。また、装備できる数にも上限がある。ニンジャメダルを使用することで、装備できる数とコストの上限を増やすことができる。
また、それぞれのシノビカードには「アシストコード」が3種類あり、追加で装備することで基本の効果に加えて補助効果を得ることができるが、同時にシノビカードのコストが増える。ニンジャメダルを使用することで、アシストコードを強化できる。本節ではアシストコードの個別の詳細については省略する。
キンキューバースト
Sエナジーが不足していても一度だけSバーストを使用できる。リスポーン後か一定時間経過で再使用できる。（コスト10）
変化マスター
変化できる時間が長くなる。また、変化中動かずにいると次の攻撃で敵をガムバインドできるようになり、この攻撃で敵を倒すとIPPONを取れる。（コスト6）
ウォールシューター
壁に立っている間、ガムシュートのクールタイムの回復速度が増加する。（コスト9）
ニンジャセンス・プロ
後方の察知と変化中の敵のロックオンができるようになる。また、ロックオンされている間、Sエナジーの回復速度が増加する。（コスト5）
ウツセミ変化マスター
設置したガムウツセミが敵に触れると爆発してガムダメージを与える。ただし、ウツセミ設置後に長めのクールタイムが発生するようになる。（コスト12）
ガムガードマスター
ガムガードをしたときにガムがしぼむ量が少なくなる。（コスト8）
センリガン
一定範囲内のドローンや敵の位置が壁越しでもわかる。（コスト8）
モロハソウサイ
ソウサイ発生時、お互いの体力が減る。ただし体力が0になることはない。また、ソウサイがお互いに回避不能になる。（コスト7）
ライフドレイン
攻撃時、敵から体力を吸収する。（コスト11）
スタートダッシュ
試合開始時のSエナジーの数が1つ多くなるが、Sエナジーの回復速度が遅くなる。（コスト12）
ヨコドリハイエナ
一定範囲内に体力が少ない敵がいる場合、その敵の位置が壁越しでもわかる。（コスト7）
ジャイアント・キリング
大武器を持った敵をKOした時、IPPON扱いになる。リスポーン後か一定時間経過で再使用できる。（コスト12）
ガムダッシュインパクト
ガムダッシュ終了時、周囲に衝撃波を発生させる。（コスト11）
オミヤゲウツセミ
倒されると、自動で爆発するガムウツセミをその場に出現させる。（コスト8）
クイックリスポーン
倒されても、2回までその場で体力が少ない状態でリスポーンできる。（コスト9）
ヨクバリエナジー
ステージ上のSエナジーを取ったときのSエナジーゲージ回復量が増加する。（コスト9）
センテヒッショウ
大武器を持った状態で試合を開始できる。倒されるか武器を破壊されると元に戻る。（コスト10）
ラストスパート
残り時間が1分になるとSエナジーの最大値が満タンになり、さらにSエナジーが減らなくなるが、発動するまでSエナジーの回復速度が遅くなる。（コスト11）
忍術ストック
忍術ゲージを通常の倍量ストックできるようになるが、忍術ゲージが溜まりにくくなる。（コスト8）
アイアンバインド
自身の攻撃でガムバインドさせている敵が吹き飛ばなくなるが、ガムシュートのクールタイムが長くなる。（コスト12）
ギャッキョーガード
体力が少しでも減っている状態で周りに敵が複数人いる時、受けるダメージとガムダメージが軽減される。効果は4人以上で最大。（コスト11）
バーサーカー
敵を倒すとSエナジーの最大値が1つ増加するが、Sエナジーの最大値が満タンでない間、ドローンに対するダメージが低くなる。（コスト8）
オイソギドローン
ドローン出現場所付近でエモーションを続けると、ドローン出現までの時間が早まる。ただし発動中は体力が減り続ける（0にはならない）。チームバトルではこのカードを装備している味方と一緒にエモーションをすることで効果が高まる。（コスト10）
ギャンブラーカード
リスポーン時、ランダムでいずれかの効果が発生する。（コスト11）

## 主な登場人物
キャストはWebアニメ版およびテレビアニメ版のもの。
バートン
声 - 櫻井孝宏
WNAの研究所で働く研究員。10月28日生。開発中のニンジャガムを自ら食べたことで、副作用により子供の姿になった。エジソンを尊敬しており、研究所に彼の写真を貼ったり名言を引用したりしている。
テレビアニメ版においては主人公として扱われている。
ベレッカ
声 - 鬼頭明里
バートンと共にWNAの研究所で働く女性研究員。1月21日生。ニンジャガムを食べたことで副作用により子供の姿になった。バートンより年下だが、彼のお目付け役になることが多い。
ロン
声 - 安元洋貴
WNAの研究所でニンジャガムの開発を行っている研究員だが、正体はWNAの諜報部員で、ニンジャガムの研究成果を手に入れるために研究員になりすましている。10月15日生。バートンやベレッカと比べると口数が少なくミステリアス。
バートンたちに本性を明かした後も彼らを付け狙っていたが、諜報部に切り捨てられ追われる身となったため、自らニンジャガムを食べて子供の姿になった。
ジェーン
声 - 皆川純子
WNAのハッカー。1月1日生。諜報部からニンジャガムの研究データをハッキングする任務を与えられる。仕事中に飴をかじる癖があり、研究所に忍び込んだ時に飴と間違えてニンジャガムを食べてしまったことで子供の姿になった。
バーン
声 - 小林由美子
バスケ好きの元気な少年で、母親（声 - かかずゆみ）と2人で暮らしている。9月30日生。周りから神童と呼ばれるほど身体能力が高い。ある日、別居中の父（声 - 楠大典）の家で火事に巻き込まれ、そこで初めて自分が忍者の末裔であるということを知る。
ルーシー
声 - 悠木碧
ある事件がきっかけで心を閉ざし、自分の能力を隠して生きてきた少女。2月26日生。母（声 - 小林沙苗）と父（声 - 三戸耕三）の勧めでWNAの養成所に入る。その後本来の性格に戻り、今では陽気なサイコパスに。
エマ
声 - 潘めぐみ
ダンスが得意な少女。3月24日生。生まれ持ったリズム感とずば抜けた身体能力でいつしか「ニンジャダンサー」と呼ばれるようになった。WNAの広報部からWNAに入らないかとスカウトされる。
カッペイ
声 - 村瀬歩
祖父のもとで剣術修行に励む少年。9月16日生。ある日、祖父から忍者の末裔であることを知らされる。先祖代々守り続けられてきた不思議な生き物「ガムッチ」と共に祖父の弟を訪ねるべくコメリカにやってくる。
漫画版では主人公となっている。
ガムッチ
声 - 井上ほの花
数百年前、隕石と共にやってきた地球外生命体。伊賀の里で代々かくまわれていたが、カッペイと共にコメリカに行くことになる。

## コラボレーション
本作品では、以下のタイトルとコラボを実施しており、限定のアバターアイテムやニンジャガムなどが期間限定で実装された。
- ソニック・ザ・ヘッジホッグ（2020年9月24日 - 10月22日[76]）
- きゃりーぱみゅぱみゅ（2020年10月29日 - 11月26日[77]、2021年1月29日 - 2月18日[78]）
- パズル&ドラゴンズ（2020年12月8日 - 2021年1月7日[79]、2022年2月24日 - 3月10日[80]）
- 日清焼そばU.F.O.（2021年4月25日[81]）
- モンスターハンターライズ（2021年4月28日 - 5月27日[82]）
- 鬼滅の刃（2021年7月20日 - 8月31日[83]、2022年12月8日 - 2023年1月12日[84]）
- 初音ミク（2021年10月7日 - 11月8日[85]、2023年12月21日 - 2024年1月25日[86]）
- るろうに剣心 -明治剣客浪漫譚-（2021年12月16日 - 2022年1月13日[87]）
- 呪術廻戦（2022年3月10日 - 4月16日[88]）
- 東京リベンジャーズ（2022年7月21日 - 8月25日[89]、2023年10月12日 - 11月23日[90]）
- 進撃の巨人（2023年3月16日 - 4月27日[91]）
- 新世紀エヴァンゲリオン（2023年7月6日 - 8月10日[92]）

## メディア展開

### 漫画
- 金林洋『ニンジャラ』 - 月刊コロコロコミック（小学館）2020年6月号より2023年7月号まで連載[93][94][95]。
  1. 2020年10月28日発売[96][97]、ISBN 978-4-09-143240-7
  2. 2021年3月26日発売[98]、ISBN 978-4-09-143280-3
  3. 2021年8月27日発売[99]、ISBN 978-4-09-143344-2
  4. 2022年1月27日発売[100]、ISBN 978-4-09-143374-9
  5. 2022年8月26日発売[101]、ISBN 978-4-09-143540-8
  6. 2023年1月27日発売[102]、ISBN 978-4-09-143573-6
  7. 2023年8月28日発売[103]、ISBN 978-4-09-143623-8
- 吉野あすみ『ニンジャラ〜4コマ珍の巻〜』 - 月刊コロコロコミック2023年8月号より2024年4月号まで連載[104][105]。2023年9月号までのタイトルは『ニンジャラ』[106]。

### Webアニメ
2020年3月30日から2021年1月7日まで、本作品の公式YouTubeチャンネルにて6回にわたり、本作品を題材とした各回10分前後のWebアニメが公開された。ナレーションは乃村健次が担当。
「ニンジャラ シノビの血」以降のエンディングテーマとして、きゃりーぱみゅぱみゅの「にんじゃりばんばん」をスティーヴ・アオキがリミックスした楽曲「にんじゃりばんばん Steve Aoki Remix」を起用している。同曲は本作品のサービス開始と同じく2020年6月25日より配信され、テレビCMでも用いられている。また同曲とのゲーム内でのコラボレーションも行われ、ショップに同曲がゲーム内BGMとして追加されたほか、ダンスのエモーションや、MVのきゃりーぱみゅぱみゅの衣装も登場した。この他、期間中はバトルの報酬として衣装をイメージしたデザインのIPPONデコレーションも登場した。

#### 各話リスト
| 初配信日        | タイトル                                | 備考             | 出典    |
| --------------- | --------------------------------------- | ---------------- | ------- |
| 2020年 03月30日 | ニンジャラ エピソード0 ニンジャガム誕生 | フル3DCGアニメ。 | [ 108 ] |
| 06月24日        | ニンジャラ シノビの血                   |                  | [ 109 ] |
| 07月30日        | ニンジャラ 瞳の秘密                     |                  | [ 110 ] |
| 09月02日        | ニンジャラ 美しき侵入者                 |                  | [ 111 ] |
| 10月20日        | ニンジャラ シノビの里                   |                  | [ 112 ] |
| 2021年 01月07日 | ニンジャラ スターはキミだ!              |                  | [ 113 ] |

### テレビアニメ
2022年1月8日より、テレビ東京系列にて放送。詳細な放送時間は以下の通り（いずれもJST）。
- 土曜 10:30 - 11:00[74]（2022年1月8日放送分（第1話） - 10月22日放送分（第42話））
- 土曜 10:00 - 10:30（2022年10月29日放送分（第43話） - 2023年9月30日放送分（第88話）、30分繰り上げ）
- 土曜 7:30 - 8:00（2023年10月7日放送分（第89話） - 、2時間30分繰り上げ）

制作局は後述の『ニンジャラ・ナンジャラ』でのテレビ愛知から、同作品ではテレビ東京へと変更されている。また2022年1月14日より、ニンジャラの公式YouTubeチャンネルとコロコロチャンネルにて、見逃し配信も実施されるようになった（地上波放送後の毎週金曜正午に更新）。
テレビアニメ化、ならびにキャスト・スタッフやキービジュアルなどの発表は、2021年12月2日に実施された。オープニングテーマにも後述の通り、以前よりゲームやWebアニメなどで本作品とのコラボレーションを多数行ってきた、きゃりーぱみゅぱみゅの新曲が使用されている。

#### スタッフ（テレビアニメ）
- 原作 - ガンホー・オンライン・エンターテイメント「ニンジャラ」
- 原案 - 森下一喜[74]
- 監督 - 神戸守（第1話 - 第63話）[74]→島崎奈々子（第64話 - ）
- シリーズ構成 - 古怒田健志（第27話 - ）
- キャラクターデザイン - 鈴木敦[74]
- 総作画監督 - 武内啓、山田俊也（第1話 - 第26話）→鈴木敦（第27話 - ）
- 美術監督 - 横山順子（第1話 - 第47話）、前田有紀（第1話 - 第47話）→河合泰利（第51話 - ）
- 色彩設計 - 谷本千絵（第1話 - 第63話）→戸澤有紀（第64話 - ）
- 撮影監督 - 山道奈保美
- 編集 - 松原理恵
- 音響監督 - 浦上靖之[74]
- 音楽 - 小畑貴裕[74]
- 音楽協力 - テレビ東京ミュージック
- プロデューサー - 藤村秀一、斎藤譲（第1話 - 第63話）→山田唯莉子（第64話 - 第122話）→山内未来（第123話 - 、テレビ東京）、菊池瑠梨子（第1話 - 第29話）→嵯峨隼人（第30話 - ）
- アニメーション制作統括 - 井上たかし（第113話 - ）
- アニメーションプロデューサー - 井上たかし（第1話 - 第112話）、引田崇人（第89話 - ）
- アニメーション制作 - OLM TEAM INOUE[74]（第1話 - 第112話）→OLM TEAM HIKITA（第113話 - ）
- 制作 - テレビ東京、電通、オー・エル・エム

#### 主題歌
いずれも発売元は日本コロムビア。
「メイビーベイビー」（第1話 - 第40話）
きゃりーぱみゅぱみゅによるオープニングテーマ。作詞・作曲は中田ヤスタカ。
「一心同体」（第41話 - 第112話）
きゃりーぱみゅぱみゅによるオープニングテーマ。作詞・作曲は中田ヤスタカ。
「OEDOEDO」（第113話 - ）
きゃりーぱみゅぱみゅによるオープニングテーマ。作詞・作曲は中田ヤスタカ。
「ニンジャライクニンジャ」（第1話 - 第19話）
ウォルピスカーターによるエンディングテーマ。作詞・作編曲はナユタン星人。
「SHINOBI TOP SECRET」（第20話 - 第38話）
Wiennersによるエンディングテーマ。作詞・作曲は玉屋2060%。
「友情的行進」（第39話 - 第57話）
ファンタスティック☆パイセンによるエンディングテーマ。作詞・作編曲はYUXSE。
「ニンジャリモーション！」（第58話 - 第65話）
Ange☆Reveによるエンディングテーマ。作詞はSpirit Garden、作編曲は岩橋星実。
「ラディーチェ」（第66話 - 第79話）
ウォルピスカーターによるエンディングテーマ。作詞・作編曲はNeru。
「天晴れ！エクストリーム忍者」（第80話 - 第100話）
SHARE LOCK HOMESによるエンディングテーマ。作詞はSHARE LOCK HOMES、作編曲はNaoki Itai、pw.a。
「白昼きみとドロン」（第101話 - 第124話）
ポップしなないでによるエンディングテーマ。作詞はかわむら、作編曲はポップしなないで。
「TKGシンドローム」（第125話 - 第148話）
金子みゆによるエンディングテーマ。作詞作曲は芦田菜名子、作編曲はMATZ、Ryotaro Koga。
「ないとびふぉーあだんす」（第149話 - 第172話）
パンダドラゴンによるエンディングテーマ。作詞・作編曲は玉屋2060%。
「ケサラバサラ」（第173話 - ）
鈴華ゆう子によるエンディングテーマ。作詞は鈴華ゆう子、UiNA、作曲は小高光太郎、UiNA、編曲は石倉誉之、小高光太郎。

#### 各話リスト
特番などによる放送休止は以下の通り。
- 2022年12月31日：年末年始特別編成のため
- 2023年1月21日・28日：テレビアニメの関連特番『アニメもゲームも特訓も!? ニンジャラ・ニューヨークアカデミー』放送のため
- 2023年12月30日：年末年始特別編成のため
- 2024年1月6日・13日：テレビアニメの関連特番『アニメもゲームも特訓も!? ニンジャラ・ニューヨークアカデミー』放送のため
- 2024年12月28日：年末年始特別編成のため
- 2025年1月4日・11日：テレビアニメの関連特番「アニメもゲームも特訓も!? ニンジャラ・ニューヨークアカデミー」放送のため

| 話数    | サブタイトル                        | 脚本       | 絵コンテ            | 演出                         | 作画監督 | 初放送日       |
| ------- | ----------------------------------- | ---------- | ------------------- | ---------------------------- | --- | -------------- |
| 第1話   | 完成！ニンジャガム！                | 福嶋幸典   | 仲野良              | 仲野良                       | 横山隆 元廣和恵 奥田聖美                                                                                              | 2022年 1月8日  |
| 第2話   | バートンとベレッカの長い一日        | 佐多賢人   | 矢野博之            | 白石道太                     | 渡辺一平太 上赤由香里 鈴木莉乃 紫灯珈 服部未夢 高市彩加                                                               | 1月15日        |
| 第3話   | 目覚めよ！少年バーン！              | 青木由香   | 飯島正勝            | 岩田義彦                     | 藤田和行 周昊 服部益実 吉田隆也                                                                                       | 1月22日        |
| 第4話   | 秘密の瞳のルーシー                  | 米村正二   | 岩崎知子            | 島崎奈々子                   | 山縣研一 奥田聖美 吉岡敏幸                                                                                            | 1月29日        |
| 第5話   | ニンジャダンサー・エマ              | 神山修一   | 島崎奈々子          | 粟井重紀                     | 田内亜矢子 | 2月5日         |
| 第6話   | WNAアカデミー！バトルスタート！     | 佐藤慎司   | 飯島正勝            | 吉本毅                       | 横山隆 チャ ミョンジュン                                                                                              | 2月12日        |
| 第7話   | シノビの里のカッペイ                | 福嶋幸典   | 旅沢大和            | 佐々木純人                   | 飯飼一幸 南伸一郎 | 2月19日        |
| 第8話   | 決死の潜入！WNA本部！               | 佐多賢人   | 榎本明広            | 藤代和也                     | 石動仁 小宮山由美子 白石悟 西田美代子                                                                                 | 2月26日        |
| 第9話   | エマとルーシー 小さな冒険           | 米村正二   | 岩崎知子            | 粟井重紀                     | 田内亜矢子 高橋こう平 杉田葉子                                                                                        | 3月5日         |
| 第10話  | 新たな仲間？ロンとジェーン          | 青木由香   | 島崎奈々子          | 岩田義彦                     | 藤田和行 周昊 吉田隆也 松本恵子 服部益実                                                                              | 3月12日        |
| 第11話  | 地獄のサバイバルミッション          | 神山修一   | 飯島正勝            | 白石道太                     | 川本和孝 清水椋大 遠藤里蘭 秦相子 西原千晶                                                                            | 3月19日        |
| 第12話  | かくれんぼで未知との遭遇            | 古怒田健志 | 池田重隆            | 吉本毅                       | 元廣和恵 奥田聖美 横山隆                                                                                              | 3月26日        |
| 第13話  | ニンジャ捕獲中                      | 佐藤慎司   | 榎本明広            | 服部福太郎                   | 明光 鑫月 毛応星 慧敏                                                                                                 | 4月2日         |
| 第14話  | バートンを尾行せよ                  | 福嶋幸典   | 岩崎知子            | 佐土原武之                   | 飯飼一幸 南伸一郎 Kプロダクション                                                                                     | 4月9日         |
| 第15話  | その名はスペースニンジャ！          | 米村正二   | 飯島正勝            | 減辺千伽                     | 李起燮 大川義史 宇良今日子 柴田健児                                                                                   | 4月16日        |
| 第16話  | シノビの務め                        | 佐多賢人   | 島崎奈々子          | 島崎奈々子                   | 山縣研一 横山隆 岩﨑夏奈                                                                                              | 4月23日        |
| 第17話  | ロンとジェーンの潜入ミッション      | 青木由香   | 池田重隆            | 粟井重紀                     | 田内亜矢子 大久保歩美 佐藤恵 高橋こう平 成元鎔 趙雅羅                                                                 | 4月30日        |
| 第18話  | 夕陽に向かって帰れ                  | 佐藤慎司   | 榎本明広            | 藤代和也                     | 石動仁 小宮山由美子 白石悟 西田美代子                                                                                 | 5月7日         |
| 第19話  | オランジイのなく海                  | 神山修一   | 矢野博之            | 服部福太郎                   | 明光 鑫月 慧敏 王梦灵                                                                                                 | 5月14日        |
| 第20話  | 逃亡者レナード                      | 古怒田健志 | 仲野良              | 仲野良                       | 横山隆 元廣和恵 奥田聖美                                                                                              | 5月21日        |
| 第21話  | オエド温泉物語                      | 福嶋幸典   | 池田重隆            | 浅見松雄                     | 飯飼一幸 白石悟 鎌田耕一 南伸一郎 佐藤哲也                                                                            | 5月28日        |
| 第22話  | バートンとチョコミン                | 米村正二   | 祝浩司              | 服部福太郎                   | 有賀英明 明光 劉鋒 鄭北南                                                                                             | 6月4日         |
| 第23話  | イーグルシティ夏の陣                | 神山修一   | 飯島正勝            | 佐土原武之                   | 飯飼一幸 | 6月11日        |
| 第24話  | カゲとの戦い                        | 青木由香   | 岩崎知子            | 粟井重紀                     | 飯飼一幸 鎌田耕一 南伸一郎 高橋こう平                                                                                 | 6月18日        |
| 第25話  | オエドニンジャ大作戦！前編          | 佐多賢人   | 佐土原武之          | ユキヒロマツシタ             | 横山隆 元廣和恵 山縣研一                                                                                              | 6月25日        |
| 第26話  | オエドニンジャ大作戦！後編          | 佐多賢人   | 榎本明広            | 服部福太郎                   | 明光 鑫月 呂青 鄭北南 劉峰 謝鑫                                                                                       | 7月2日         |
| 第27話  | 開催！ニンジャラCS                  | 古怒田健志 | 島崎奈々子          | 島崎奈々子                   | 元廣和恵 横山隆 | 7月9日         |
| 第28話  | バートンVSベレッカ！                | 佐藤慎司   | 飯島正勝            | 藤代和也                     | 石動仁 小宮山由美子 白石悟 西田美代子                                                                                 | 7月16日        |
| 第29話  | 美食ニンジャ・キース見参            | 福嶋幸典   | 池田重隆            | 熨斗谷充孝                   | 鈴木伸一 桜井木ノ実 陈亮                                                                                              | 7月23日        |
| 第30話  | ダンとタイラー                      | 神山修一   | 岩崎知子            | 浅見松雄                     | 飯飼一幸 白石悟 松下清志 鎌田耕一 佐藤哲也                                                                            | 7月30日        |
| 第31話  | 行けカッペイ！新巻鮭！              | 青木由香   | 祝浩司              | 佐土原武之                   | 飯飼一幸 Kプロダクション                                                                                              | 8月6日         |
| 第32話  | バーン！燃やせニンジャ魂！          | 佐多賢人   | 島崎奈々子          | 島崎奈々子                   | 横山隆 元廣和恵 鈴木信一                                                                                              | 8月13日        |
| 第33話  | ルーシー改造計画                    | 古怒田健志 | 矢野博之            | ウヱノ史博                   | 篠原隆 | 8月20日        |
| 第34話  | サバイバルバトル決勝戦！            | 福嶋幸典   | 飯島正勝            | 孫承希                       | 田中修司 元廣和恵 明光 龍光 慧敏 謝鑫                                                                                 | 8月27日        |
| 第35話  | 決定！ニンジャラマスター！          | 神山修一   | 榎本明広            | 服部福太郎                   | 新城真 前原薫 龍光 明光                                                                                               | 9月3日         |
| 第36話  | ビーチでニンジャが休息              | 佐藤慎司   | ユキヒロマツシタ    | 藤代和也                     | 石動仁 小宮山由美子 白石悟 西田美代子                                                                                 | 9月10日        |
| 第37話  | オエドタウン・ぶらり                | 青木由香   | 島崎奈々子          | 島崎奈々子                   | 元廣和恵 横山隆 鈴木信一                                                                                              | 9月17日        |
| 第38話  | 恐怖！アカデミーの夜                | 佐多賢人   | 岩崎知子            | 佐土原武之                   | 飯飼一幸 Kプロダクション                                                                                              | 9月24日        |
| 第39話  | オイラは剣士カッペイ                | 福嶋幸典   | 飯島正勝            | 日下直義                     | 明光 鑫月 龍光 慧敏                                                                                                   | 10月1日        |
| 第40話  | やれいけ！パンプキン大魔王          | 古怒田健志 | 矢野博之            | 栗山美秀                     | 趙小川 王敏 陳玲玲 Lee Seongjae Kim Nanum                                                                             | 10月8日        |
| 第41話  | 振り向けばロンがいる                | 神山修一   | 祝浩司              | 浅見松雄                     | 小林一三 白鳥弘公 稲葉栄                                                                                              | 10月15日       |
| 第42話  | 清き一票！仁義なき選挙戦            | 青木由香   | 飯島正勝            | 服部福太郎                   | 高橋こう平 新城真 大西陽一                                                                                            | 10月22日       |
| 第43話  | 追放!?WNAアカデミー                 | 佐多賢人   | 島崎奈々子          | 島崎奈々子                   | 横山隆 元廣和恵 岩﨑夏奈 鈴木信一 王敏 アニメ工房婆娑羅 Animore ワン・オーダー STUDIO CL                              | 10月29日       |
| 第44話  | うんち諸君！                        | 福嶋幸典   | ユキヒロマツシタ    | 藤代和也                     | 石動仁 小宮山由美子 白石悟 西田美代子                                                                                 | 11月5日        |
| 第45話  | 風雲‼アジト攻略戦                   | 佐藤慎司   | 島崎奈々子          | 河野明敬                     | 明光 鑫月 龍光 慧敏                                                                                                   | 11月12日       |
| 第46話  | イーグルシティの新英雄 前編         | 古怒田健志 | 祝浩司              | 佐土原武之                   | 飯飼一幸 Kプロダクション                                                                                              | 11月19日       |
| 第47話  | イーグルシティの新英雄 後編         | 古怒田健志 | 飯島正勝            | 孫承希                       | Won Mi Na Pak Soon Ok Lim Min Ji Kim Hee Jeong 何烨 慧敏 明光 田中修司                                                | 11月26日       |
| 第48話  | 執念の暗殺者                        | 神山修一   | 島崎奈々子          | 島崎奈々子                   | 横山隆 元廣和恵 旅沢大和 櫻井拓郎 鈴木信一                                                                            | 12月3日        |
| 第49話  | 隕石大争奪バトル！                  | 佐多賢人   | 矢野博之            | 栗山美秀                     | 明光 景阿尼 慧敏 劉雲留 蓋春垚 顾银秋 杭新华                                                                          | 12月10日       |
| 第50話  | シャドーニンジャの逆襲              | 福嶋幸典   | 榎本明広            | 服部福太郎                   | 高橋こう平 新城真 大西陽一 RadPlus Revival                                                                            | 12月17日       |
| 第51話  | オペラ座の決戦！                    | 古怒田健志 | 飯島正勝            | 松澤功吾                     | 横山隆 元廣和恵 旅沢大和 櫻井拓郎 STUDIO CL RadPlus 光の園・アニメーション                                            | 12月24日       |
| 第52話  | 究極奥義・無明闇分身                | 佐藤慎司   | 矢野博之            | 藤代和也                     | 石動仁 小宮山由美子 白石悟 西田美代子                                                                                 | 2023年 1月7日  |
| 第53話  | WNA解体命令!?                       | 青木由香   | 島崎奈々子          | 島崎奈々子                   | 横山隆 元廣和恵 ほしのたね 東郷芳宏 櫻井拓郎                                                                          | 1月14日        |
| 第54話  | 断崖の上のルーシー                  | 神山修一   | 榎本明広            | 佐土原武之                   | 飯飼一幸 Kプロダクション                                                                                              | 2月4日         |
| 第55話  | 我が名はマスターシャドー            | 福嶋幸典   | 岩崎知子            | 日下直義                     | 陳潔瓊 趙親雲 李品華 陳亮 陳亮 何烨                                                                                   | 2月11日        |
| 第56話  | ギブミー！ニンジャガム！            | 佐多賢人   | 岩崎知子            | 服部福太郎                   | 新城真 鈴木悠也 大西陽一 片岡恵美子 景阿尼 洋光晴子                                                                   | 2月18日        |
| 第57話  | アカデミー攻防戦！                  | 古怒田健志 | 飯島正勝            | 中野彰子                     | 中野彰子 | 2月25日        |
| 第58話  | イーグルシティ独立宣言              | 佐藤慎司   | 飯島正勝            | 白石道太                     | 遠藤里蘭 上赤由香里 氣田汐理 清水椋大 中川実 藤彩七                                                                   | 3月4日         |
| 第59話  | 決闘！バートンVSダン                | 福嶋幸典   | 矢野博之            | 奥野浩行                     | 浅野洋介 梅沢茉里 平松康佑 奥野浩行                                                                                   | 3月11日        |
| 第60話  | 衝撃！仮面の下の真実                | 佐多賢人   | 岩崎知子            | 藤代和也                     | 石動仁 小宮山由美子 白石悟 西田美代子                                                                                 | 3月18日        |
| 第61話  | 急襲！ボトルコレクターズ            | 青木由香   | 島崎奈々子          | 辻橋綾佳                     | 川口弘明 安斉佳恵 Lee Chan Joo Choi Young Hee                                                                         | 3月25日        |
| 第62話  | WNA！史上最大の忍務！               | 神山修一   | 祝浩司              | 佐土原武之                   | 古池敏也 飯飼一幸 Kプロダクション                                                                                     | 4月1日         |
| 第63話  | 鬼神招来！目覚めよバートン          | 古怒田健志 | 矢野博之            | 日下直義                     | 元廣和恵 ほしのたね 櫻井拓郎 旅沢大和                                                                                 | 4月8日         |
| 第64話  | イーグルシティの来訪者              | 古怒田健志 | 飯島正勝            | 日下部優樹                   | 安斉佳恵 桝井一平 Lee Chan Joo Park Yeong Hi Choi Eun Yeong Kim Gang Won Mubon Hyeong Jun Back Yeon Ju Han Eun Mi     | 4月15日        |
| 第65話  | どーするオレ⁉︎どーするエゼット！     | 佐多賢人   | 岩崎知子            | 武田秀樹                     | 本舘耐 白石悟 山縣クリカ                                                                                              | 4月22日        |
| 第66話  | 開幕！ニンジャラBF                  | 福嶋幸典   | 内藤明吾            | 泉保良輔 角原勇輝            | 川口弘明 Choi Yoon Hee Park Yeong Hi Mubon Hyeong Jun                                                                 | 4月29日        |
| 第67話  | 参上！怪盗エゼット                  | 青木由香   | 飯島正勝            | 服部福太郎                   | 新城真 大西陽一 片岡恵美子 高橋こう平 洋光 景阿尼 Revival                                                             | 5月6日         |
| 第68話  | バーンのリーダーはつらいよ          | 神山修一   | 榎本明広            | 藤代和也                     | 石動仁 小宮山由美子 白石悟 西田美代子                                                                                 | 5月13日        |
| 第69話  | 狙われたロン                        | 佐藤慎司   | 高柳哲司            | 辻橋綾佳                     | 安斉佳恵 野上慎也 桝井一平 Lee Chan Joo Park Yeong Hi Choi Eun Yeong Back Yeon Ju                                     | 5月20日        |
| 第70話  | ベレッカのオモテナシ                | 佐多賢人   | 須永司              | 佐土原武之                   | 古池敏也 飯飼一幸 Kプロダクション                                                                                     | 5月27日        |
| 第71話  | 宇宙から来た二人組                  | 福嶋幸典   | 矢野博之            | 日下部優樹                   | 川口弘明 Choi Eun Yeong Park Yeong Hi Choi Yoon Hee                                                                   | 6月3日         |
| 第72話  | 仲間を信じて勝利をつかめ！          | 神山修一   | 飯島正勝            | 日下部優樹                   | 元廣和恵 櫻井拓郎 光の園・アニメーション                                                                              | 6月10日        |
| 第73話  | エゼットの使命                      | 古怒田健志 | 高柳哲司            | 武田秀樹                     | 本舘耐 白石悟 李品华 曹建伟                                                                                           | 6月17日        |
| 第74話  | さらわれたベレッカ！                | 青木由香   | 須永司              | 角原勇輝                     | 桝井一平 山本径子 野上慎也 Lee Chan Joo                                                                               | 6月24日        |
| 第75話  | ようこそ！WNAアカデミー             | 佐藤慎司   | 矢野博之            | 服部福太郎                   | 高橋こう平 南伸一郎 新城真 大西陽一 片岡恵美子                                                                        | 7月1日         |
| 第76話  | 宇宙船復活大作戦                    | 福嶋幸典   | 辻橋綾佳            | 辻橋綾佳                     | 川口弘明 Choi Yoon Hee Kang Ji Soo Song Hyun Ju Park Yeong Hi Choi Eun Yeong Back Yeon Ju                             | 7月8日         |
| 第77話  | 宇宙を目指してフィッシング！        | 佐多賢人   | 飯島正勝            | 藤代和也                     | 石動仁 小宮山由美子 白石悟 西田美代子                                                                                 | 7月15日        |
| 第78話  | 11人…いる!?                         | 神山修一   | 高柳哲司            | 日下直義                     | 元廣和恵 櫻井拓郎 光の園・アニメーション                                                                              | 7月22日        |
| 第79話  | 猫とカラスと源柳斎と                | 古怒田健志 | 島崎奈々子          | 角原勇輝 泉保良輔            | 安斉佳恵 Han Hyeon Ji                                                                                                 | 7月29日        |
| 第80話  | フンドルケットル危機一髪            | 青木由香   | 須永司              | 佐土原武之                   | 飯飼一幸 Kプロダクション                                                                                              | 8月5日         |
| 第81話  | はるばる来たぜメルウス星            | 古怒田健志 | 飯島正勝            | 清水明                       | 川口弘明 安斉佳恵 桝井一平 野上慎也 Choi Yoon Hee Kim Jin Kyeong Han Eun Mi Park Yeong Hi Choi Eun Yeong Back Yeon Ju | 8月12日        |
| 第82話  | 初忍務はグルメ偵察                  | 福嶋幸典   | 岩崎知子            | 武田秀樹                     | 本舘耐 白石悟 進藤満尾 Li Pinghua Cao Jianwei                                                                         | 8月19日        |
| 第83話  | オアシスを奪還せよ                  | 佐藤慎司   | 須永司              | 新井将生 湖山禎崇            | 梶浦紳一郎 | 8月26日        |
| 第84話  | 遺跡の秘密は夜ひらく                | 佐多賢人   | 飯島正勝            | 城相太                       | 安斉佳恵 Han Hyeon Ji Choi Eun Yeong Park Yeong Hi Song Hyun Ju Han Eun Mi                                            | 9月2日         |
| 第85話  | 激闘！目指せ大聖堂                  | 神山修一   | 島崎奈々子          | 服部福太郎                   | 新城真 荘中春香 | 9月9日         |
| 第86話  | 襲撃！ガムゴゼン                    | 古怒田健志 | 矢野博之            | 日下直義                     | 元廣和恵 櫻井拓郎 | 9月16日        |
| 第87話  | メルウス星を取り戻せ！              | 青木由香   | 須永司              | 日下部優樹                   | 川口弘明 安斉佳恵 桝井一平 Choi Yoon Hee Kim Jin Kyeong                                                               | 9月23日        |
| 第88話  | 仁義なき選挙戦 パート2              | 福嶋幸典   | 榎本明広            | 藤代和也                     | 石動仁 小宮山由美子 白石悟 西田美代子                                                                                 | 9月30日        |
| 第89話  | 無人島でトレジャーハント            | 佐藤慎司   | 飯島正勝            | 清水明                       | 安斉佳恵 桝井一平 清田華穂 斎藤真珠 榎本彩芽 Han Hyeon Ji                                                             | 10月7日        |
| 第90話  | ニンジャちがって、ニンジャいい      | 佐多賢人   | 高柳哲司            | サドハラタケユキ             | 飯飼一幸 Kプロダクション Focus                                                                                        | 10月14日       |
| 第91話  | 走れカッペイ！消えた源雲斎          | 神山修一   | 矢野博之            | 間正功大                     | 川口弘明 鈴木信一 安斉佳恵 野上慎也 山本径子 Choi Yoon Hee                                                            | 10月21日       |
| 第92話  | ルーシーと熊ちゃんギャング団        | 古怒田健志 | 須永司              | 日下直義                     | 元廣和恵 櫻井拓郎 荘中春香 光の園・アニメーション                                                                     | 10月28日       |
| 第93話  | 女スパイ ジェーンの秘密             | 福嶋幸典   | 榎本明広            | 武田秀樹                     | RadPlus | 11月4日        |
| 第94話  | ガムッチとの遭遇                    | 神山修一   | 飯島正勝            | 城相太                       | 鈴木伸一 桝井一平 安斉佳恵 榎本彩芽 YABES RadPlus Revival                                                             | 11月11日       |
| 第95話  | ウォーレンの憂鬱                    | 佐多賢人   | 島崎奈々子          | 服部福太郎                   | 新城真 服部一郎 LuLaforte 光の園・アニメーション マウス Revival Triple A                                              | 11月18日       |
| 第96話  | 発明家バートン                      | 福嶋幸典   | 須永司              | 清水明                       | 川口弘明 安斉佳恵 榎本彩芽 斎藤真珠 YABES Choi Yoon Hee Revival                                                       | 11月25日       |
| 第97話  | 風林火山！アカデミー大運動会        | 佐藤慎司   | 飯島正勝            | 日下直義                     | 元廣和恵 櫻井拓郎 荘中春香 光の園・アニメーション                                                                     | 12月2日        |
| 第98話  | 名探偵ベレッカの事件簿              | 古怒田健志 | 高柳哲司            | 藤代和也                     | 石動仁 小宮山由美子 白石悟 西田美弥子                                                                                 | 12月9日        |
| 第99話  | さよなら？デイジー先生              | 青木由香   | 榎本明広            | 日下部優樹                   | 川口弘明 鈴木伸一 安斉佳恵 野上慎也 KIM JIN KYEONG                                                                    | 12月16日       |
| 第100話 | カッペイ、ワニを届ける              | 福嶋幸典   | 須永司              | サドハラタケユキ             | 飯飼一幸 Kプロダクション Focus                                                                                        | 12月23日       |
| 第101話 | わがまま王女をエスコート            | 神山修一   | 矢野博之            | 日下直義                     | 元廣和恵 櫻井拓郎 荘中春香 光の園・アニメーション                                                                     | 2024年 1月20日 |
| 第102話 | オレがアタイでオイラがミーで        | 佐多賢人   | 飯島正勝            | 泉保良輔                     | 川口弘明 安斉佳恵 桝井一平 杜林桂 Choi Yoon Hee                                                                       | 1月27日        |
| 第103話 | バーンと夜明けのマーメイド          | 古怒田健志 | 高柳哲司            | 興満録助                     | 本舘耐 白石悟 進藤満尾 Lu Laforte 居朝剛 吳成彬                                                                       | 2月3日         |
| 第104話 | ニンジャ動画をバズらせろ！          | 佐藤慎司   | 須永司              | 服部福太郎                   | 新城真 服部一郎 けんご 光の園・アニメーション Revival                                                                 | 2月10日        |
| 第105話 | ゴローの長い一日                    | 青木由香   | 榎本明広            | 城相太                       | 安斉佳恵 桝井一平 YABES Kim Jin Kyeong                                                                                | 2月17日        |
| 第106話 | ルーシーのふたりはともだち          | 福嶋幸典   | 飯島正勝            | 藤代和也                     | 石動仁 小宮山由美子 白石悟 西田美代子                                                                                 | 2月24日        |
| 第107話 | 復讐のスカルニンジャ                | 神山修一   | 高柳哲司            | 間正功大                     | 元廣和恵 櫻井拓郎 荘中春香 光の園・アニメーション                                                                     | 3月2日         |
| 第108話 | キースの孤独なグルメ？              | 佐多賢人   | 矢野博之            | 日下部優樹                   | 川口弘明 桝井一平 鈴木伸一 安斉佳恵 Choi Yoon Hee                                                                     | 3月9日         |
| 第109話 | 未来からの使者                      | 福嶋幸典   | 榎本明広            | サドハラタケユキ             | 飯飼一幸 フォーカス 旭陽                                                                                              | 3月16日        |
| 第110話 | タイラーと親父の畑                  | 青木由香   | 須永司              | 伊藤史夫                     | 朴佳蓮 曺暻柱 俆允珠 崔秀鎭 金大勳                                                                                    | 3月23日        |
| 第111話 | カモンベイビーアカデミー            | 佐藤慎司   | 飯島正勝            | 清水明                       | 桝井一平 鈴木伸一 安斉佳恵 HAN HYEON JI KIM JIN KYEONG                                                                | 3月30日        |
| 第112話 | シノビの里の千年杉                  | 古怒田健志 | 高柳哲司            | 武田秀樹                     | 本舘耐 白石悟 進藤満尾 仲金 曹建伟 张婷仪 陳如水 居朝剛                                                               | 4月6日         |
| 第113話 | 時をかける少年少女!?                | 古怒田健志 | 矢野博之            | 服部福太郎                   | 新城真 高橋こう平 けんご 光の園・アニメーション Revival                                                               | 4月13日        |
| 第114話 | 米騒動だ！韋駄天の伴二！            | 神山修一   | 須永司              | 泉保良輔                     | 川口弘明 斉藤真珠 榎本彩芽 清田華穂 野上慎也 小西亜実 蕭宇庭 CHOI YOON HEE                                            | 4月20日        |
| 第115話 | 河童襲来！千里眼のお絵馬            | 森地夏美   | 榎本明広            | 藤代和也                     | 石動仁 小宮山由美子 白石悟 西田美弥子                                                                                 | 4月27日        |
| 第116話 | 大あばれ！千人力のおる卯            | 佐多賢人   | 飯島正勝            | 間正功大                     | 元廣和恵 櫻井拓郎 荘中春香 倉内雄志朗 永島昭子 光の園・アニメーション                                                 | 5月4日         |
| 第117話 | 夜にともる命の灯火                  | 福嶋幸典   | 須永司              | 城相太                       | 桝井一平 野上慎也 那須野文 斎藤真珠 HAN HYEON JI                                                                      | 5月11日        |
| 第118話 | 鎌鼬が斬る！くノ一の慈艶            | 古怒田健志 | もりたけし          | 伊藤史夫                     | 朴佳蓮 曺暻柱 俆允珠 崔秀鎭                                                                                           | 5月18日        |
| 第119話 | 烈火の吉平！妖かしの館              | 神山修一   | 榎本明広            | サドハラタケユキ             | 飯飼一幸 Focus Kプロダクション                                                                                        | 5月25日        |
| 第120話 | 侍修行！コザルに弟子入り？          | 森地夏美   | 矢野博之            | 日下部優樹                   | 川口弘明 鈴木伸一 野上慎也 桝井一平 CHOI YOON HEE                                                                     | 6月1日         |
| 第121話 | 底なし沼の白蛇伝説                  | 佐藤慎司   | 須永司              | 武田秀樹                     | 吴成斌 | 6月8日         |
| 第122話 | 切捨御免？一反木綿！                | 青木由香   | もりたけし          | 伊藤史夫                     | 朴佳蓮 曺暻柱 俆允珠 崔秀鎭                                                                                           | 6月15日        |
| 第123話 | 一寸お絵馬と打出の小槌              | 佐多賢人   | 高柳哲司            | 泉保良輔 工藤早秋            | 蕭宇庭 HAN HYEON JI 安斉佳恵                                                                                          | 6月22日        |
| 第124話 | 戦国のニンジャラバトル!?            | 古怒田健志 | 飯島正勝            | 藤代和也                     | 石動仁 小宮山由美子 白石悟 西田美弥子                                                                                 | 6月29日        |
| 第125話 | 食堂より愛をこめて                  | 福嶋幸典   | 榎本明広            | 高橋ナオヒト                 | 元廣和恵 和田恒 櫻井拓郎 倉内雄志朗 永島昭子 ナカノアキコ                                                             | 7月6日         |
| 第126話 | 追撃！ガムニュウドウ                | 神山修一   | 須永司              | 清水あきら                   | 川口弘明 蕭宇庭 安斉佳恵 CHOI YOON HEE                                                                                | 7月13日        |
| 第127話 | ガムッチを探せ！                    | 佐藤慎司   | 矢野博之            | 伊藤史夫                     | 朴佳蓮 曺暻柱 俆允珠 崔秀鎭                                                                                           | 7月20日        |
| 第128話 | から傘三兄弟！ガムッチ救出作戦！    | 森地夏美   | もりたけし          | 山内東生雄                   | 新城真 けんご 高橋こう平 光の園・アニメーション Lu Laforte Revival Triple A                                           | 7月27日        |
| 第129話 | 戦場の論三郎                        | 佐多賢人   | 飯島正勝            | 城相太                       | 安斉佳恵 桝井一平 蕭宇庭 鈴木伸一 HAN HYEON JI 野上慎也 那須野文 永井泰平 斎藤真珠 榎本彩芽 清田華穂                  | 8月3日         |
| 第130話 | 響け雷鳴！千年杉の決戦              | 古怒田健志 | 須永司              | 武田秀樹 島崎奈々子          | 本舘耐 白石悟 進藤満尾 岩﨑夏奈 元廣和恵 仲金 季亜晨 合肥板绘動画                                                     | 8月10日        |
| 第131話 | 湯けむり合戦！オエド猿軍団          | 福嶋幸典   | 榎本明広            | 伊藤史夫                     | 朴佳蓮 曺暻柱 俆允珠 崔秀鎭                                                                                           | 8月17日        |
| 第132話 | 恋文は突然に!?どーするエゼット！    | 神山修一   | 藤田健太郎          | 手塚このみ 工藤早秋 泉保良輔 | 桝井一平 蕭宇庭 杜林桂 川口弘明 CHOI YOON HEE                                                                         | 8月24日        |
| 第133話 | 忍者修行？ダンはグッジョブ！        | 佐多賢人   | もりたけし          | 藤代和也                     | 石動仁 小宮山由美子 白石悟 西田美弥子                                                                                 | 8月31日        |
| 第134話 | 解散危機!?ボトルコレクターズ        | 古怒田健志 | 矢野博之            | 服部福太郎                   | 和田恒 荘中春香 進藤満尾 吉田肇 光の園・アニメーション                                                                | 9月7日         |
| 第135話 | キースの宝物                        | 青木由香   | 須永司              | 日下部優樹                   | 鈴木伸一 桝井一平 蕭宇庭 杜林桂                                                                                       | 9月14日        |
| 第136話 | ナオミ故郷に帰る                    | 森地夏美   | 飯島正勝            | 伊藤史夫                     | 朴佳蓮 曺暻柱 俆允珠 崔秀鎭                                                                                           | 9月21日        |
| 第137話 | 自分以外、全員敵!?                  | 佐藤慎司   | 榎本明広            | 金元会                       | 新城真 高橋こう平 けんご 光の園・アニメーション Lu Laforte Revival ONE ORDER                                          | 9月28日        |
| 第138話 | ガムッチ！ヌイグルミッチ!?          | 福嶋幸典   | もりたけし          | 手塚このみ                   | 川口弘明 蕭宇庭 桝井一平 鈴木伸一 杜林桂 安斉佳恵 Choi Yoon Hee                                                       | 10月5日        |
| 第139話 | ニンジャ・オブ・ザ・デッド          | 佐多賢人   | 矢野博之            | 興満録助                     | 合肥板绘動画 | 10月12日       |
| 第140話 | 打倒バートン！発明王は私よ！        | 神山修一   | 須永司              | 伊藤史夫                     | 朴佳蓮 俆允珠 崔秀鎭                                                                                                  | 10月19日       |
| 第141話 | 花火が開く夜空に                    | 古怒田健志 | もりたけし          | 月野正志                     | 羽野広範 陳洁琼 劉沂                                                                                                  | 10月26日       |
| 第142話 | バーンと謎の古文書                  | 青木由香   | 飯島正勝            | 藤代和也                     | 石動仁 小宮山由美子 白石悟 西田美弥子                                                                                 | 11月2日        |
| 第143話 | イーグルシティに雪が積もれば        | 福嶋幸典   | 榎本明広            | 城相太                       | CHOI YOON HEE 鈴木伸一 蕭宇庭 杜林桂                                                                                  | 11月9日        |
| 第144話 | ブルースは笑わない                  | 佐藤慎司   | もりたけし          | 服部福太郎                   | 和田恒 進藤満尾 南静子 荘中春香 慧敏 瑞木晶                                                                           | 11月16日       |
| 第145話 | 突破！アカデミー学力テスト          | 森地夏美   | 高柳哲司            | 伊藤史夫                     | 朴佳蓮 崔秀鎭 池内舞 和田恒                                                                                           | 11月23日       |
| 第146話 | さよなら??ガムッチ                  | 佐多賢人   | 須永司              | 鈴木千代                     | 新城真 高橋こう平 南伸一郎 Revival 光の園・アニメーション ONE ORDER                                                   | 11月30日       |
| 第147話 | 星の海を越えて                      | 神山修一   | もりたけし          | 清水明                       | 桝井一平 蕭宇庭 杜林桂 川口弘明 Han sung hui 清水恵三 CHOI YOON HEE                                                   | 12月7日        |
| 第148話 | いざ！カッペイの武者修行            | 古怒田健志 | 佐藤雄三            | 興満録助                     | 陳如水 | 12月14日       |
| 第149話 | タフでニャくては生きていけニャい    | 福嶋幸典   | 矢野博之            | 金元会                       | 飯飼一幸 松下清志 白石悟 鎌田耕一 田中好浩                                                                            | 12月21日       |
| 第150話 | アレ！調理実習の鉄人                | 佐藤慎司   | 榎本明広            | 伊藤史夫                     | 朴佳蓮 崔秀鎭 | 2025年 1月18日 |
| 第151話 | 新任教師フローラでございます！      | 森地夏美   | もりたけし          | 月野正志                     | 羽野広範 陳洁琼 劉沂                                                                                                  | 1月25日        |
| 第152話 | モンスターズアタック！              | 佐多賢人   | 須永司              | 藤代和也                     | 石動仁 小宮山由美子 白石悟 西田美弥子                                                                                 | 2月1日         |
| 第153話 | 鏡の国のルーシー                    | 神山修一   | 飯島正勝            | 佐土原武之                   | 鈴木伸一 Choi Yoon Hee                                                                                                | 2月8日         |
| 第154話 | 動き出す新たな影                    | 古怒田健志 | 矢野博之            | 服部福太郎                   | 和田恒 荘中春香 南静子 進藤満尾 約拿单 鑫月 瑞木晶 孫仁義                                                             | 2月15日        |
| 第155話 | 我が名はマスターレディ              | 古怒田健志 | 須永司              | 伊藤史夫                     | 朴佳蓮 崔秀鎭 | 2月22日        |
| 第156話 | 決めろバーン！勝利のダンク          | 福嶋幸典   | もりたけし          | 清田健                       | 桝井一平 石井麻衣 桜井木ノ実 仲金 季亜晨 奱如军 刘沂 江永                                                             | 3月1日         |
| 第157話 | ギャグ＆ピース                      | 佐多賢人   | 佐藤雄三            | 武田秀樹                     | 合肥板绘動画 | 3月8日         |
| 第158話 | 謎のキラキラを追え！                | 青木由香   | もりたけし          | 城相太                       | CHOI YOON HEE | 3月15日        |
| 第159話 | ドリンク泥棒にご用心                | 佐藤慎司   | 榎本明広            | 金元会                       | 飯飼一幸 白石悟 鎌田耕一 松下清志 森悦史                                                                              | 3月22日        |
| 第160話 | 看板は偽りあり                      | 森地夏美   | 飯島正勝            | 伊藤史夫                     | 朴佳蓮 崔秀鎭 | 3月29日        |
| 第161話 | 混乱は霧のかなたに                  | 神山修一   | 須永司              | 月野正志                     | 羽野広範 | 4月5日         |
| 第162話 | 封印を解かれしもの                  | 古怒田健志 | もりたけし          | 藤代和也                     | 石動仁 小宮山由美子 白石悟 西田美弥子                                                                                 | 4月12日        |
| 第163話 | 狙われた切り札！                    | 福嶋幸典   | 矢野博之            | 清水明                       | 鈴木伸一 桝井一平 CHOI YOON HEE                                                                                       | 4月19日        |
| 第164話 | 悪夢の始まり                        | 佐多賢人   | もりたけし          | 服部福太郎                   | 和田恒 荘中春香 南静子 進藤満尾 約拿单 瑞木晶 孫仁義                                                                  | 4月26日        |
| 第165話 | 大いなる力！ベレッカの選択          | 青木由香   | 佐藤雄三 島崎奈々子 | 伊藤史夫                     | 朴佳蓮 崔秀鎭 | 5月3日         |
| 第166話 | WNA/アイスブレイク!?                | 佐藤慎司   | 須永司              | 興満録助                     | 合肥板绘動画 | 5月10日        |
| 第167話 | 空を裂け！甲賀忍法・飛翔斬り        | 森地夏美   | 飯島正勝            | 清田健                       | 野上慎也長城動画 | 5月17日        |
| 第168話 | カッペイ、ホータイ、使いほーだい！  | 神山修一   | 矢野博之            | 佐土原武之                   | 川口弘明 鈴木伸一 桝井一平 杜林桂 CHOI YOON HEE SIM MYEONG JOO                                                        | 5月24日        |
| 第169話 | 秘技伝承！ルーシー闇に舞う！        | 福嶋幸典   | 榎本明広            | 金元会                       | 白石悟 飯飼一幸 松下清志 田中好浩 森悦史 鎌田耕一                                                                     | 5月31日        |
| 第170話 | ロン＆ジェーン 明日に向かってうて！ | 佐多賢人   | 島崎奈々子          | 伊藤史夫                     | 朴佳蓮 崔秀鎭 | 6月7日         |
| 第171話 | 追跡せよ！フローラ先生の秘密        | 青木由香   | もりたけし          | 高田直樹                     | 和田恒 進藤満尾 福島喜晴 孫仁義 瑞木晶 約拿单                                                                         | 6月14日        |
| 第172話 | 対決！バートンvsマスターレディ      | 佐藤慎司   | 須永司              | 藤代和也                     | 石動仁 小宮山由美子 白石悟 西田美弥子                                                                                 | 6月21日        |
| 第173話 | 壊滅！WNA最大の危機                 | 神山修一   | もりたけし          | 城相太                       | 鈴木伸一 蕭宇庭 CHOI YOON HEE                                                                                         | 6月28日        |
| 第174話 | めぐりあう運命の二人                | 森地夏美   | 矢野博之            | 興満録助                     | 合肥板绘動画 | 7月5日         |
| 第175話 | ガムニュウドウを止めろ！反撃のエマ  | 古怒田健志 | 飯島正勝            | 伊藤史夫                     | 朴佳蓮 崔秀鎭 | 7月12日        |
| 第176話 | 心ひとつに 決着の時                 | 古怒田健志 | 須永司              | 服部福太郎                   | 和田恒 荘中春香 福島喜晴 瑞木晶 約拿单 孫仁義                                                                         | 7月19日        |
| 第177話 | 極暑！アカデミー最大の危機          | 福嶋幸典   | もりたけし          | 清田健                       | 長城動画 | 7月26日        |
| 第178話 | 白熱！無人島脱出レース              | 佐多賢人   | 榎本明広            | 清水明                       | 川口弘明 CHOI YOON HEE 杜林桂                                                                                         | 8月2日         |
| 第179話 | 挑め！怪盗Xからの予告状             | 神山修一   | もりたけし          | 本田遼太郎                   | 森悦史 鎌田耕一 白石悟 松下清志 飯飼一幸                                                                              | 8月9日         |

#### 放送・配信
| 放送期間                                                               | 放送時間                                               | 放送局                             | 対象地域・備考                                             |
| ---------------------------------------------------------------------- | ------------------------------------------------------ | ---------------------------------- | ---------------------------------------------------------- |
| 2022年1月8日 - 10月22日 2022年10月29日 - 2023年9月30日 2023年10月7日 - | 土曜 10:30 - 11:00 土曜 10:00 - 10:30 土曜 7:30 - 8:00 | テレビ東京（制作局） ほか系列全6局 | 北海道・関東広域圏・愛知県・大阪府・岡山県・香川県・福岡県 |
| 2022年12月7日 - 2023年5月24日                                          | 水曜 1:03 - 1:35（火曜深夜）                           | テレビ長崎                         | 長崎県 /                                                   |

| 配信開始日    | 配信時間       | 配信サイト |
| ------------- | -------------- | --- |
| 2022年1月14日 | 金曜 正午 更新 | バンダイチャンネル ひかりTV dアニメストア [ 注 10 ] J:COMオンデマンド milplus GYAO!ストア ビデオマーケット DMM.com music.jp HAPPY!動画 Rakuten TV Hulu アニメ放題 U-NEXT FOD ニコニコチャンネル Google TV Amazon Prime Video [ 注 11 ] |
| 2022年1月15日 | 土曜 0:00 更新 | TELASA auスマートパスプレミアム |

| テレビ東京系列 土曜 10:30 - 11:00 | テレビ東京系列 土曜 10:30 - 11:00                                       | テレビ東京系列 土曜 10:30 - 11:00 |
| 前番組 | 番組名                                                                  | 次番組 |
| --- | ----------------------------------------------------------------------- | --- |
| ひねくれ女のボッチ飯（再放送） （2021年10月2日 - 11月20日） - ※同番組のみテレビドラマ、テレビせとうちのみ本放送 - 本番組放送までの期間はつなぎ番組の放送を実施 | ニンジャラ （2022年1月8日 - 10月22日） - ※本番組のみテレビアニメ        | ザ・ファーストレシピ（再放送） （2022年11月19日 - 12月17日） - ※同番組のみ料理番組、テレビ愛知・テレビせとうちは本放送 - 同番組開始までの期間はつなぎ番組の放送を実施 |
| テレビ東京系列 土曜 10:00 - 10:30 |                                                                         | |
| シャドウバースF （2022年4月2日 - 10月22日） - ※30分繰り上げて継続                                                                                              | ニンジャラ （2022年10月29日 - 2023年9月30日） - ※本番組までテレビアニメ | あきらめないのがオレのTV （2023年11月4日 - 12月23日） - ※同番組よりバラエティ番組、 - 同番組開始までの期間は日曜7:00 - 7:30の番組の傑作選を放送                       |
| テレビ東京系列 土曜 7:30 - 8:00 |                                                                         | |
| ミラキュラス レディバグ&シャノワール （2022年4月2日 - 2023年9月23日）                                                                                          | ニンジャラ （2023年10月7日 - ）                                         | - |

### バラエティ
本作品を取り扱ったゲームバラエティ番組『ニンジャラ・ナンジャラ』が、2021年10月2日から12月25日までテレビ愛知・テレビ東京系列で、毎週土曜8:00 - 8:30（JST）に全13回放送された。MCはニューヨーク。本作品にまつわる様々な疑問をゲストを招いての企画を通じて解消しつつ、本作品の楽しさを視聴者に届けるという番組内容となっている。
テレビ東京系列では本番組以前にも、テレビアニメ『パズドラ』のバラエティパートにて本作品が取り扱われており、2021年には長谷川忍（シソンヌ）を顧問とする「ニンジャラ部」も発足。このニンジャラ部のメンバーは本番組にも一部出演している。
| テレビ愛知・テレビ東京系列 土曜 8:00 - 8:30 | テレビ愛知・テレビ東京系列 土曜 8:00 - 8:30                                     | テレビ愛知・テレビ東京系列 土曜 8:00 - 8:30 |
| 前番組 | 番組名                                                                          | 次番組                                      |
| --- | ------------------------------------------------------------------------------- | ------------------------------------------- |
| カードファイト!! ヴァンガード overDress （Season1、再放送） （2021年7月3日 - 9月25日） - ※同番組までカードファイト!! ヴァンガードシリーズ、 およびテレビアニメ | ニンジャラ・ナンジャラ （2021年10月2日 - 12月25日） - ※本番組よりバラエティ番組 | ハナコ書店 （2022年1月8日 - 9月24日）       |